# Augustinus von Hippo

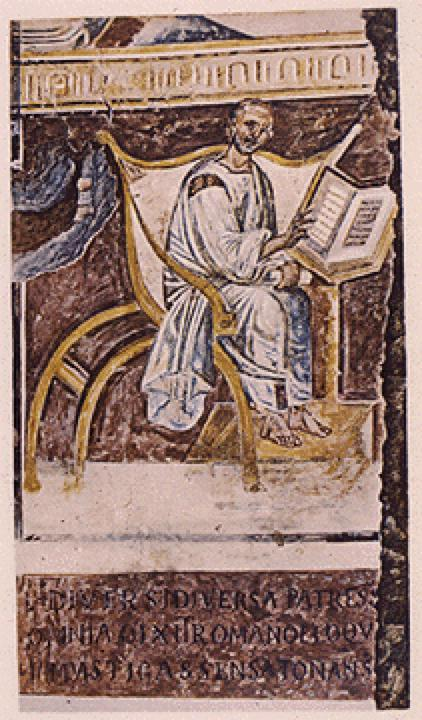
Älteste bekannte künstlerische Darstellung von Augustinus in der Tradition des Autorbildes (Lateranbasilika, 6. Jahrhundert)

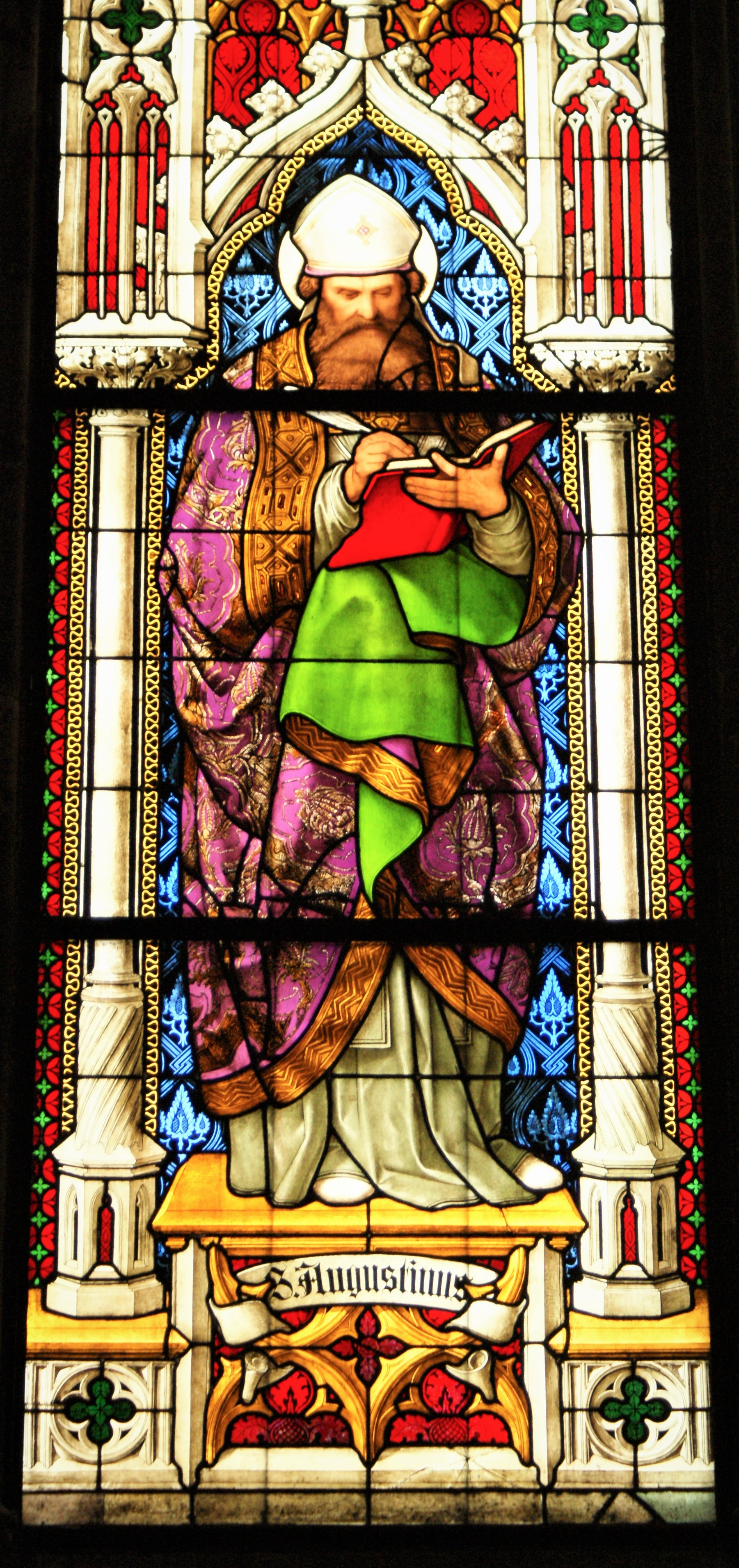
Kirchenfenster mit Fantasiebild des heiligen Augustinus im Kölner Dom

Augustinus von Hippo, meist ohne Zusatz Augustinus oder Augustin, gelegentlich auch Augustinus von Thagaste oder (wohl nicht authentisch) Aurelius Augustinus (* 13. November 354 in Tagaste, heute Souk Ahras, Algerien; † 28. August 430 in Hippo Regius nahe dem heutigen Annaba, Algerien), war ein römischer Bischof und wurde zum Kirchenlehrer erklärt. Er gilt neben Hieronymus, Ambrosius von Mailand und Papst Gregor dem Großen als einer der vier lateinischen Kirchenväter des patristischen Zeitalters der Alten Kirche, deren Konsens in dogmatischen und exegetischen Fragen kanonische (verbindliche) Geltung zugesprochen wurde.
Kritische Schriften gegen konkurrierende christliche Sekten und polytheistische Glaubensvorstellungen, Antijudaismus (Tractatus adversus Judaeos), der Glaube an gerechte Kriege und seine körperfeindliche Sexualethik wirkten bis in die Neuzeit nach. Augustinus war zunächst Rhetor in Tagaste, Karthago, Rom und Mailand. Nachdem er jahrelang Manichäer gewesen war, ließ er sich unter dem Einfluss der Predigten des Bischofs Ambrosius von Mailand im Jahr 387 christlich taufen; von 395 bis zu seinem Tod 430 war er Bischof von Hippo Regius. Von Teilen der Kirche wird er als Heiliger verehrt. Sein Gedenktag im liturgischen Kalender der römisch-katholischen Kirche ist wie auch bei den evangelischen und anglikanischen Kirchen der 28. August.
Augustinus schuf ein überaus umfangreiches Werk theologischer, exegetischer und homiletischer Schriften, die zu einem großen Teil erhalten sind und eine außergewöhnlich breite und nachhaltige Rezeptions- und Wirkungsgeschichte hervorriefen. Diese Schriften sind zwar nicht frei von Widersprüchen, die er auch in seinen aus dieser Einsicht heraus vorgelegten Überarbeitungen (Retractationes) nicht vollständig zu beheben vermochte. Das hinderte ihn dennoch nicht, sie gleichwohl als eine Einheit zu betrachten; den christlichen Glauben sah er als Grundlage aller Erkenntnis an (crede, ut intelligas: „glaube, damit du erkennst“). Das Werk Bekenntnisse (Confessiones) gehört zu den einflussreichsten autobiographischen Texten der Weltliteratur. Augustinus’ Philosophie enthält von Platon stammende, jedoch im christlichen Sinn modifizierte Elemente. Hierzu gehören insbesondere die Dreiteilung der Wirklichkeit in die Welt des höchsten Seins, die nur dem Geist zugänglich ist, die Geist-Seele des Menschen und die niedere Welt des Werdens, die den Sinnen zugänglich ist. Die erste Biografie des Augustinus stammt von Possidius von Calama, der ihn als Schüler noch gut kannte.
Als einer der einflussreichsten Theologen und Philosophen der christlichen Spätantike bzw. der Patristik prägte er das Denken des Abendlandes. In der orthodoxen Kirche dagegen blieb er praktisch unbekannt; als seine Lehre im 14. Jahrhundert durch griechische Übersetzungen auch in Konstantinopel bekannt wurde, stieß sie auf Ablehnung, soweit sie nicht ohnehin dem Konsens anderer Kirchenväter entsprach. Seine Theologie beeinflusste die Lehre fast aller westlichen Kirchen, ob katholisch oder evangelisch. Seine Sexualmoral prägt die Gesellschaften zahlreicher Staaten bis heute. Der Begriff Augustinismus kennzeichnet seine Rezeption in Religion, Philosophie und Geschichtswissenschaft.

## Zeitgeschichtlicher Hintergrund

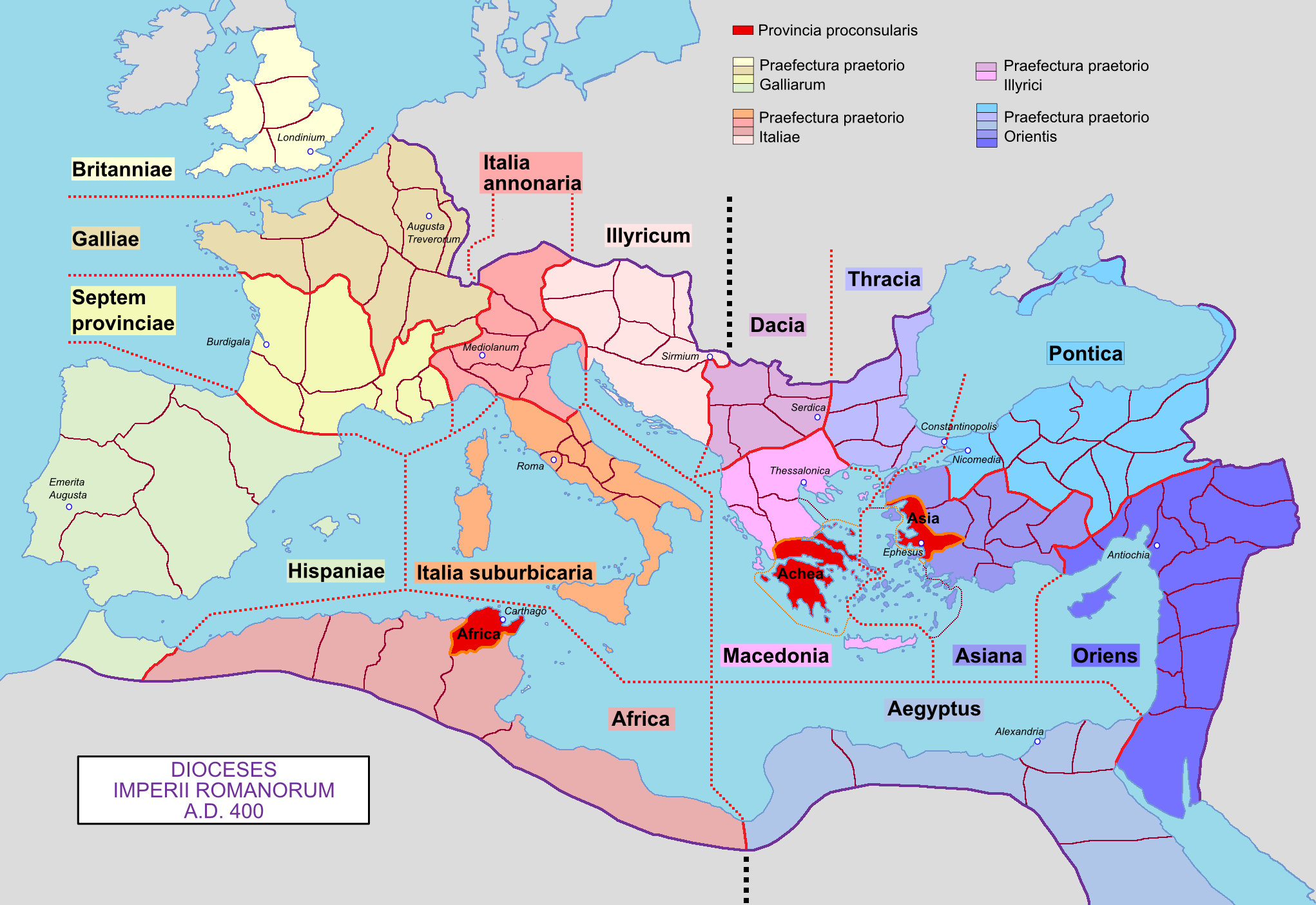
Karte des Römischen Reiches mit seinen Diözesen, um 400 n. Chr.

Das 4. Jahrhundert, in dem Augustinus geboren wurde, war für das Römische Reich eine unruhige Zeit. Kaiser Konstantin der Große hatte das Christentum privilegiert und den Einfluss der traditionellen Götterkulte zurückgedrängt („Konstantinische Wende“).
Konstantins Söhne, die seine Nachfolge gemeinsam im Jahr 337 antraten, mussten sich sowohl der äußeren Bedrohung durch die Germanen und das neupersische Sassanidenreich an den Grenzen erwehren als auch im Inneren für Ruhe sorgen: Das Imperium wurde immer wieder von Bürgerkriegen geplagt. Zum Zeitpunkt von Augustinus’ Geburt regierte Constantius II., der als einziger von Konstantins Söhnen die Machtkämpfe überlebt hatte, das Imperium. Stärker als sein Vater und seine Brüder hatte Constantius den Weg beschritten, die christliche Kirche in eine Reichskirche umzuwandeln. Gleichzeitig kam es zu heftigen theologischen Auseinandersetzungen, da Constantius dem sogenannten „Arianismus“ (in seiner homöischen Ausprägung) anhing, der besonders im Westen eher abgelehnt wurde. Am Ende hatte Constantius sein Ziel, ein einheitliches Glaubensbekenntnis für die gesamte Reichskirche zu verabschieden, nicht erreicht.
In Augustinus’ Jugendzeit fiel die kurze, aber bemerkenswerte Regierungszeit Julians (361 bis 363), der als letzter Kaiser Anhänger des traditionellen Götterglaubens war und vergeblich um dessen Erneuerung bemüht war. Die nachfolgenden Kaiser waren alle Christen. Theodosius I. sollte das Christentum schließlich per Gesetz zur Staatsreligion erklären (380) und die polytheistischen Götterkulte verbieten (391/392). Neben administrativen Sanktionen zeigte sich regional begrenzt eine zunehmende Intoleranz und Neigung zu gewalttätigen Mitteln einzelner christlicher Gruppierungen in Form von Bücherverbrennungen, Enteignungen, Zerstörung von Tempelanlagen und sakralen Objekten.
Als um 375 die sogenannte Völkerwanderung einsetzte, bedrängten die von den Hunnen abgedrängten Germanenstämme stärker als zuvor die Grenzen des Imperiums. Zugleich versank das weströmische Reich immer tiefer in Bürgerkriegen, und die verfeindeten Parteien riefen germanische Söldner, foederati, herbei. 406/07 überschritten mehrere Kriegerverbände die Rheingrenze und fielen in Gallien ein (siehe Rheinübergang von 406). An seinem Lebensende sollte Augustinus noch erleben, wie die Vandalen nach Africa übersetzten und Stadt um Stadt eroberten. Im Jahr 476 ging das Weströmische Kaisertum dann endgültig unter (siehe auch Spätantike). Das römische Africa sollte bis zur „Reconquista“ durch den oströmischen Feldherrn Belisar in den 530er Jahren für das Imperium verloren sein.
Die Zeit des kulturellen Umbruchs fällt in die von Harper (2017) beschriebene Phase des klimatischen Wechsels der „Römischen Übergangsperiode“, englisch Roman Transitional Period (RTP) von ca. 150 n. Chr. bis 450 n. Chr., die auf die florierende und prosperierende Zeit des Optimums der Römerzeit folgte. Durch die zunehmende Unbeständigkeit des mediterranen Klimas wurde die allgemeine Kompensationsfähigkeit des Imperium Romanum (Resilienz) sowohl in ökonomischer wie auch administrativ-politischer Weise sukzessive destabilisiert.

## Leben

### Kindheit und Jugend

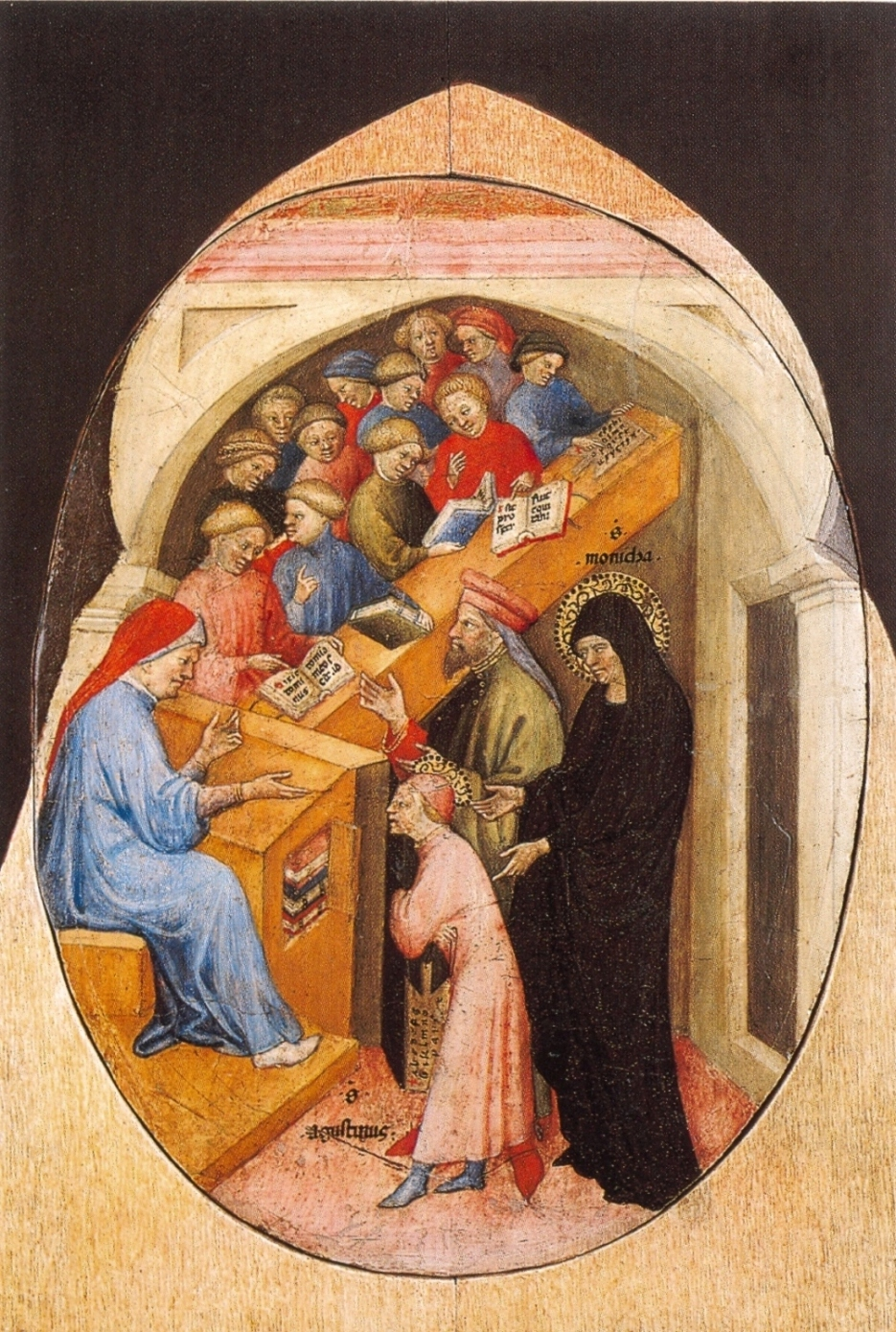
Der heilige Augustinus wird von der heiligen Monika in die Schule geführt, vom venezianischen Maler Niccolò di Pietro (1413–15)

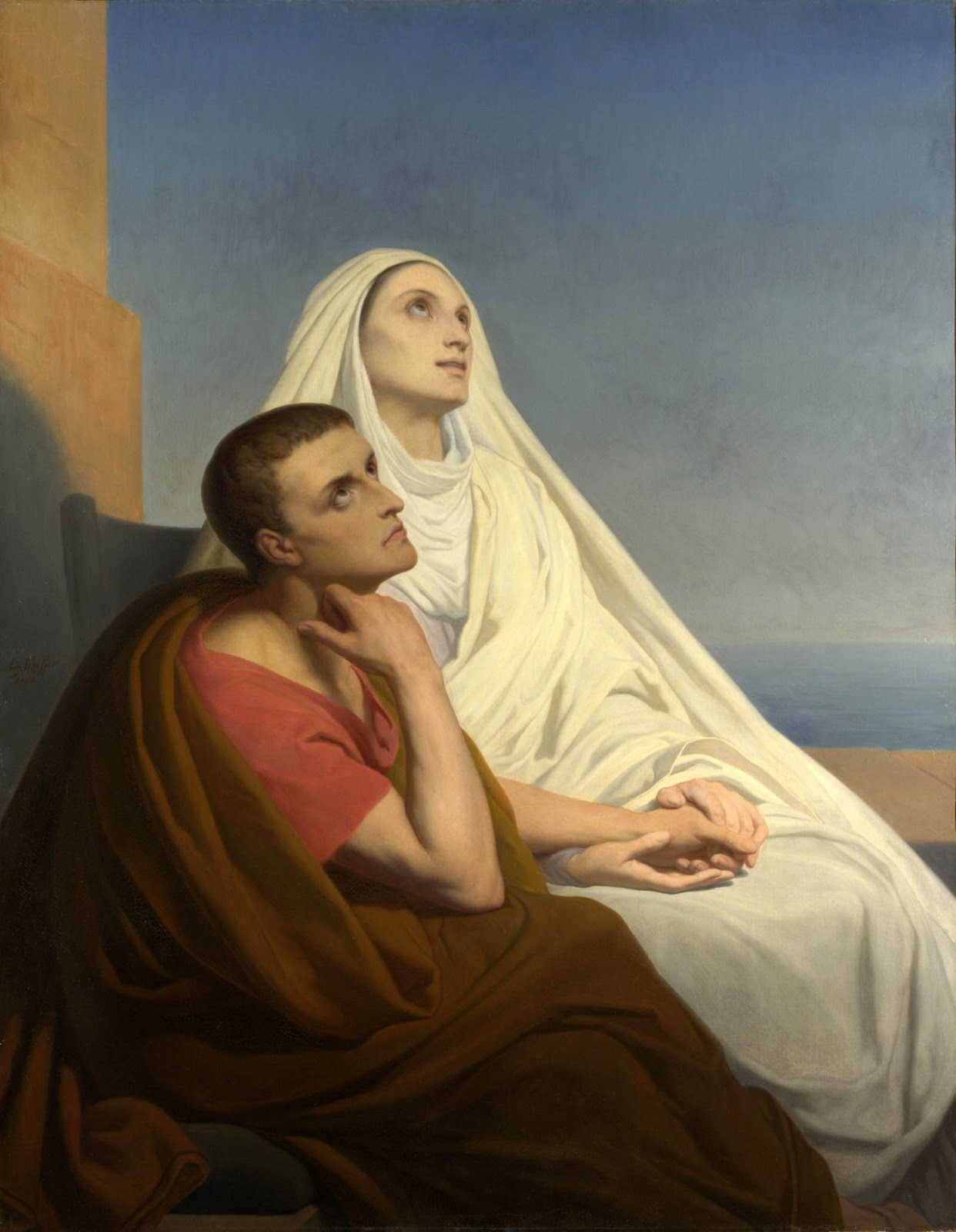
Der heilige Augustinus und seine Mutter, die heilige Monica (1846) vom französischen Maler Ary Scheffer

Neben der Vita Augustini des Possidius von Calama bieten vor allem Augustinus’ eigene Schriften zahlreiche Informationen zu seiner Biografie, so dass er neben Marcus Tullius Cicero als eine der am besten dokumentierten Gestalten der Antike gelten kann. Augustinus wurde 354 in der nordafrikanischen Stadt Tagaste in der römischen Provinz Africa proconsularis geboren. Tagaste besaß den Titel eines municipium; damit einher ging das Privileg des römischen Bürgerrechts für die urbane Oberschicht aus Amtsträgern, Ratsherren, später im 4. Jahrhundert dann auch für die einfachen Bürger. Als Municipium hatte Tagaste das Recht der innerstädtischen Selbstverwaltung. Die Provinz erfreute sich einer relativen Sicherheit und eines gewissen Wohlstands, auch wenn der donatistische Streit für Unruhe sorgte.
Augustinus’ Vater Patricius war ein kleiner Landeigentümer und als städtischer Beamter tätig. Seiner Herkunft nach war er möglicherweise Nachkomme eines römischen Veteranen, der dem römischen polytheistischen Götterglauben huldigte und aus christlicher Perspektive ein Heide war; erst kurz vor seinem Tod (372) trat er zum Christentum über und ließ sich taufen. Die Mutter Monnica entstammte als getaufte Christin einer christlichen Familie. Ob aus ihrem Namen die Herkunft von einer Berber-Familie abgeleitet werden kann, wie von Assia Djebar behauptet, wird von Robin Lane Fox mit dem Argument als anachronistisch bezweifelt, nach Jahrhunderten der Romanisierung könne mit einer lebendigen Sprach- und Kulturtradition ethnischer Provenienz nicht mehr gerechnet werden. Auch sei die Ableitung ihres Namens von der heidnischen Göttin Mon keineswegs gesichert. Sie erzog Augustinus christlich, ließ ihn aber nicht taufen – die Kindertaufe war damals noch nicht üblich, da die Vorstellung einer Erbsünde, von der die Taufe befreit, erst durch und nach Augustinus entwickelt wurde. Augustinus hatte einen Bruder, Navigius, und eine Schwester heute unbekannten Namens, die als Witwe Vorsteherin eines Frauenklosters wurde. Augustins Vorname „Aurelius“ ist zeitgenössisch oder in seinen Schriften nicht belegt. Er geht wahrscheinlich auf eine spätere Verwechslung zurück.
Seine Muttersprache war Latein, er sprach aber auch den örtlichen Dialekt und die Berbersprache der Provinzbevölkerung; zudem erwarb er zunächst Grundkenntnisse des Griechischen, die er in späteren Jahren als Presbyter durch intensives Studium der griechischen Bibel vertiefte. Auch scheint er in seiner Jugend eine Abneigung gegen griechische Autoren gehabt zu haben (vgl. Confessiones 1,13 f.), wobei er, wie Cicero, ihre philosophische Spitzfindigkeit bemängelte. Noch Jahre nach seiner Schulzeit erinnerte sich Augustinus daran, dass er als abecedarius Prügel von seinem Lehrer bezog, weil er nicht die Buchstaben geübt hatte. Ferner habe er auch basal die punische Sprache beherrscht.
Mit sechzehn Jahren musste Augustinus nach dem Tod seines Vaters aus finanziellen Gründen sein Studium unterbrechen. Er kehrte nach Hause zurück und schloss sich dort einer Straßenbande an. In seinen späteren Texten berichtet er von jugendlichen Ausschweifungen in dieser Zeit. Ein entfernter Verwandter (Cornelius) Romanianus, er zählte zu den Vermögenden in Tagaste, übernahm für den verwaisten Augustinus eine langjährige Patronage, patrocinium; aktiv von etwa 374 bis 386 n. Chr. Romanianus besaß nicht nur u. a. ein Haus in Karthago, er unterstützte Augustinus auch finanziell und verschaffte ihm eine Befreiung von den Pflichten, die er der Stadt als Sohn eines Stadtrates, curiales, schuldete. Dieses Prinzip „anhaltender Patronage“, so Brown (2012), ließ Augustinus sich räumlich in der Zeit weiter von Tagaste entfernen, ihn aber seine Position in der sozialen Hierarchie verbessern.

### Studium in Tagaste
Bis 370 besuchte Augustinus Schulen in Tagaste und in der Nachbarstadt Madauros (heute M’Daourouch). Schon hier wurde, vor allem anhand Vergils, die Wort(-für-Wort)-Exegese betrieben. Ab 371 studierte er Rhetorik in Karthago.
Augustinus ging früh eine Verbindung mit einer Frau unbekannten Namens ein, ohne dass er diese langjährige Verbindung durch eine Heirat offiziell legitimierte. Die Partnerschaft sollte 15 Jahre lang dauern. Seine Lebensgefährtin gebar ihnen 372 einen gemeinsamen Sohn, der den Namen Adeodatus („Der von Gott Gegebene“) erhielt.
Zu dieser Zeit befasste er sich intensiv mit Ciceros Buch Hortensius, einer heute nur noch in Fragmenten vorhandenen Einführung in die Philosophie ähnlich dem aristotelischen Protreptikos. Der Text hatte für ihn eine lange Zeit einen hohen Stellenwert, noch 386 sah er es als grundlegend an. Nach Augustinus’ eigenen Worten habe Cicero ihm die Liebe zur Philosophie nahegebracht. Die Bibel hingegen fand er enttäuschend; insbesondere das Alte Testament stieß ihn ab, aber auch das für ihn widersprüchliche Geschlechterregister Christi befremdete ihn.
373 wandte Augustinus sich dem Manichäismus zu, einer gnostischen, streng dualistischen Glaubensgemeinschaft, die im Römischen Reich verboten war. Er wirkte hier als Auditor (als „Hörer“) mit, das heißt als einfaches Gemeindemitglied mit eingeschränkten Verpflichtungen. Ab 382 begann er, sich langsam vom Manichäismus abzuwenden; 383 kam es zu einer für ihn intellektuell enttäuschenden Begegnung mit dem manichäischen Bischof Faustus von Mileve. Vor allem die manichäische Vorstellung, nach der das Gute nicht grundsätzlich mächtiger sei als das Böse, lehnte Augustinus zusehends ab. Deutliche Spuren eines dualistischen Weltbildes finden sich allerdings auch noch in seinen späteren christlichen Schriften.
Später, nachdem Augustinus sein Studium in Karthago abgeschlossen und dort eine Weile unterrichtet hatte, kehrte er im Jahr 374 zurück, um in Tagaste zu unterrichten. Augustinus und seine Partnerin lebten im Haus des Romanianus. Romanianus wurde im Jahre 396 getauft und trat zum christlichen Glauben über. Später scheint Romanianus für ihn als eine Art „literarischer Agent“ gewirkt zu haben, um seine Werke veröffentlichen zu lassen. In seinem Brief 72 an Paulinus von Nola wies Augustinus darauf hin, dass er seine schriftlichen Arbeiten an Romanianus zur allgemeinen Verbreitung übergeben habe. Romanianus war verheiratet und hatte einen Sohn, Licentius, er starb einige Zeit nach 408, zweiundzwanzig Jahre vor Augustinus. Ab 375 lebte Augustinus als Lehrer für Rhetorik in Tagaste. Dort kam es zu Konflikten innerhalb der Familie, als Augustinus seine Mutter zum Manichäismus zu bekehren versuchte. Im folgenden Jahr ging er als Rhetoriklehrer nach Karthago, 383 zog er mit seiner Lebensgefährtin nach Rom; dort gründete er erneut eine Schule und war wiederum als Rhetoriklehrer tätig.

### Lehrer in Mailand
384 wurde er (durch Unterstützung manichäischer Freunde in Rom und auf Empfehlung des römischen Stadtpräfekten Quintus Aurelius Symmachus) als Rhetoriklehrer nach Mailand berufen, wo Kaiser Valentinian II. residierte. Eine seiner Aufgaben bestand jetzt darin, die öffentlichen Ehrenreden auf Kaiser und Konsuln zu halten.
Philosophisch orientierte sich Augustinus in seiner Mailänder Zeit zunächst erneut an Cicero. Durch dessen Schriften machte er sich mit dem Skeptizismus der Neuen Akademie vertraut, um von hier aus den Manichäismus zu kritisieren. 385 traf seine Mutter in Mailand ein, vermutlich zu dieser Zeit entschied er sich, Katechumene der Kirche zu werden (das Christentum war seit 380 „Staatsreligion“). Auf Drängen seiner Mutter, die für ihn eine standesgemäße Verlobung mit einem christlichen Mädchen aus wohlhabender Familie arrangiert hatte, trennte er sich im selben Jahr von seiner Lebensgefährtin, die nach Nordafrika zurückkehrte. Der gemeinsame Sohn blieb bei Augustinus. Bis zur Heiratsfähigkeit der Verlobten lebte Augustinus zwei Jahre lang mit einer anderen Frau.
In Mailand lernte er durch den dortigen Bischof Ambrosius die platonisierende Bibelauslegung kennen. Er begann, sich wieder für die Religion seiner Kindheit zu interessieren, das Christentum, und studierte die Schriften der Neuplatoniker (vermutlich ab 386), darunter wahrscheinlich Abhandlungen von Plotin und Porphyrios. Augustinus gab den Skeptizismus auf und begriff sich von nun an als Philosoph, nicht mehr als Rhetoriker; die neuplatonische Philosophie wurde für sein Denken grundlegend. Parallel hierzu studierte er die Schriften des Paulus von Tarsus, dessen Gnadenlehre ein Zentralstück seiner Theologie bilden sollte.

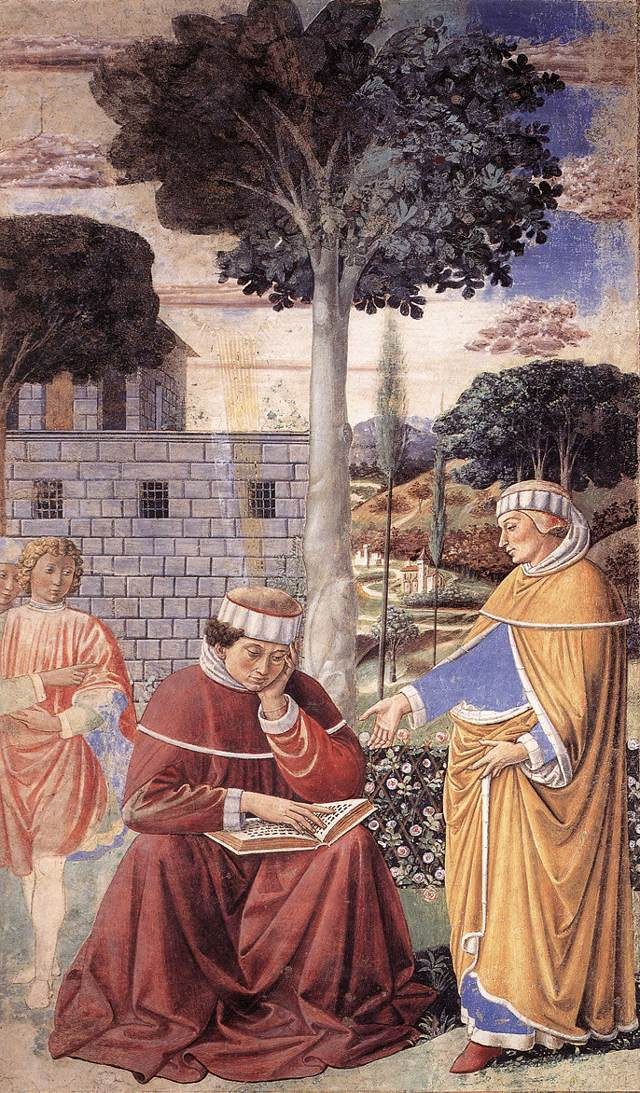
Nimm und lies (lat. tolle lege)

### Bekehrungserlebnis

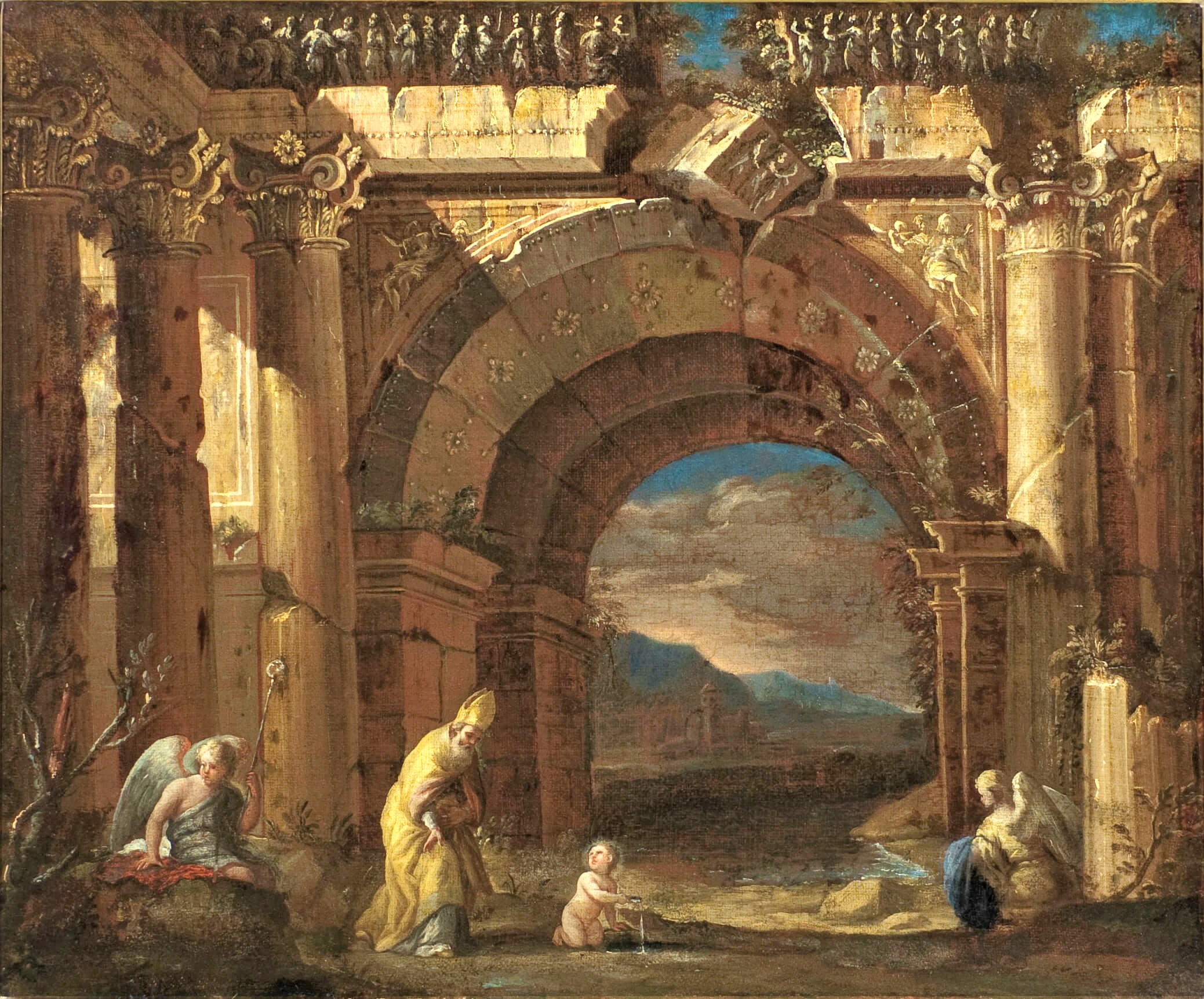
Die Theophanie des heiligen Augustinus vom italienischen Barockmaler Ascanio Luciano

Im selben Jahr geriet Augustinus in eine intellektuelle, psychische und körperliche Krise, worauf er seinen Beruf aufgab (Conf. VIII 2,2–4). Die Wende brachte am 15. August 386 eine meist als Bekehrungserlebnis bezeichnete religiöse Erfahrung, die seine Hinwendung zum Christentum vollendete. Infolgedessen beschloss er, auf Ehe, Geschlechtsverkehr und Beruf zu verzichten und ein kontemplatives Leben zu führen. Augustinus hat diese Erfahrung mehrfach beschrieben. Am berühmtesten wurde die Schilderung am Ende des achten Buches (Conf. VIII 12,29) der Confessiones. Sie hat in Malerei, Literatur und biographischem Schrifttum ein starkes Echo gefunden.
Im Zustand religiöser Unruhe und Ungewissheit verließ Augustinus, wie er selbst sagt, das Haus, in dem er in Mailand zu Gast war, und ging in den Garten, gefolgt von Alypius. Dort wurde ihm sein Elend bewusst, er brach in Tränen aus. Er entfernte sich von Alypius, legte sich weinend unter einen Feigenbaum und sprach zu Gott. Plötzlich, so Augustinus, vernahm er eine Kinderstimme, die angeblich immer wieder rief: „Nimm, lies!“ (lateinisch Tolle, lege!). Da ihm Ähnliches über Antonius, den Einsiedler aus der Wüste, bekannt war, verstand er: Gott befahl ihm, ein Buch aufzuschlagen und die Stelle zu lesen, auf die sein Blick als erste fallen würde. Er kehrte zu Alypius zurück, schlug die Seiten mit den Paulusbriefen auf und las: „Nicht in Fressen und Saufen, nicht in Wollust und Unzucht, nicht in Hader und Neid, sondern ziehet den Herrn Jesus Christus an und pflegt das Fleisch nicht zur Erregung eurer Lüste“ (Röm 13,13–14 ). Da erlangte er Gewissheit. Der Freund Alypius las den darauffolgenden Vers: „Des Schwachen im Glauben aber nehmt euch an“ (Röm 14,1 ). Dies auf sich beziehend, schloss er sich Augustinus an. Sie gingen ins Haus zu Augustinus’ Mutter, um ihr zu berichten.
Die Erzählung ist, entsprechend den literarischen Gepflogenheiten der Zeit, stark stilisiert; der Rhetorikprofessor Augustinus hat die Lebensbeschreibung des Antonius und den Feigenbaum des Jesusjüngers Nathanael (Joh 1,48 ) zweckdienlich eingearbeitet.

### Rückzug nach Cassiciacum

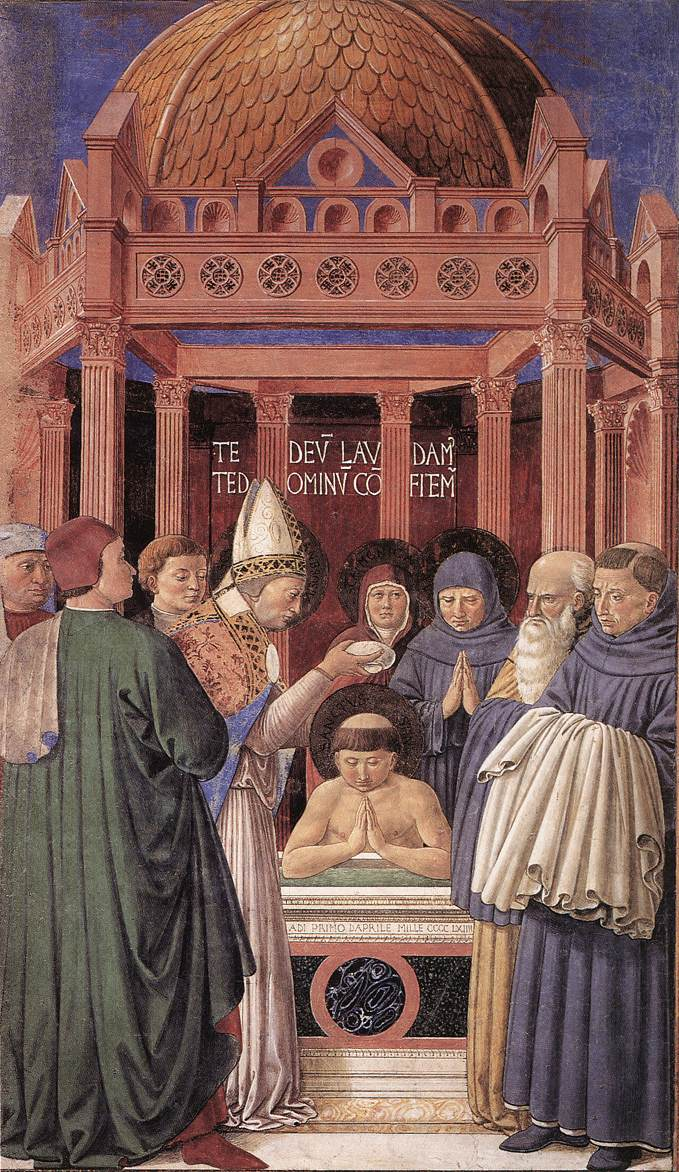
Taufe von Augustinus in Mailand durch Ambrosius von Mailand in der Osternacht 387 (24./25. April)

Mit einigen Verwandten und Freunden zog Augustinus sich danach auf das Landgut eines Freundes in Cassiciacum zurück (möglicherweise das heutige Cassago Brianza in der Nähe des Comer Sees); hier verfasste er zahlreiche Schriften. In der Osternacht 387 (24./25. April) ließ er sich mit seinem Sohn Adeodatus und seinem Freund Alypius in Mailand von Ambrosius taufen, wobei der Legende nach das gregorianische Te Deum entstanden sein soll. Die Taufe bedeutete für ihn wie für viele Christen dieser Zeit den Bruch mit der Welt. Mit Verwandten und Freunden bereitete er seine Rückkehr nach Nordafrika vor. Da der Usurpator Magnus Maximus, der mit dem im Osten regierenden Kaiser Theodosius I. im Krieg lag, mit seiner Flotte die römischen Häfen blockiert hatte, blieb die Reisegruppe in der römischen Hafenstadt Ostia hängen. Augustinus’ Mutter Monnica starb hier 387. Erst gegen Ende 388 erreichte Augustinus Karthago.
Bereits bei der Ankunft gehörten er und Alypius zur Gruppe der „Gottesdiener“ (servi Dei), getaufter Laien, die beschlossen hatten, ein Leben in Vollkommenheit zu führen. Die Gruppe ließ sich auf Augustins Familienbesitz in Tagaste nieder, wo Augustinus weitere zwei Jahre lang sein kontemplatives Leben führte; in dieser Zeit starb sein Sohn Adeodatus, an den sich seine Schrift Über den Lehrer (De magistro) von 389 gewandt hatte. Augustinus verfasste hier die erste seiner zahlreichen dogmatischen Streitschriften gegen konkurrierende christliche Strömungen, den Genesiskommentar gegen die Manichäer.

### Klostergründer und Bischof in Hippo
Den Berichten zur Folge soll Augustinus 391 nach Hippo Regius gegangen sein, um für die „Gottesdiener“ ein Kloster zu gründen. Hippo Regius hatte nach römischem Recht die höchste Rechtsstellung einer Stadt, sie war eine Colonia. Als er einen Freund in Hippo besuchte, wohnte er einer Predigt des Bischofs Valerius von Hippo (um † 396) bei und wurde bei dieser Gelegenheit von der anwesenden Gemeinde gedrängt, dem Bischof zu versprechen, sich zum Priester weihen zu lassen; die Weihe wurde noch im selben Jahr vollzogen. Valerius stellte Augustinus ein Grundstück zur Verfügung, auf dem er ein Kloster gründete.
Valerius, der amtierende Bischof von Hippo, wurde ab den 390er Jahren zunehmend vom Alter geschwächt und so erhielt er die Erlaubnis von Aurelius von Karthago, dem Primas von Africa, Augustinus als Koadjutor zu benennen. Augustinus wurde durch Megalius († 397), Primas von Numidien, geweiht. 394 ernennt Valerius ihn zum Auxiliarbischof, der den Bischof zunehmend als designierter Nachfolger vertrat. Nach dem Tode des Valerius wurde Augustinus 396 Bischof von Hippo, eine Position, die er bis zu seinem Lebensende innehatte. Mit dem kontemplativen Leben war es vorbei, als Bischof musste er predigen und sich mit Fragen des Rechts und der Verwaltung beschäftigen. Er führte weiterhin ein Leben in Armut und warf sich mit Eifer auf die Bekämpfung der konkurrierenden christlichen Strömungen: des Manichäismus, des Donatismus und des Pelagianismus. Und er diktierte Buch auf Buch; am Ende seines Lebens waren es mehr als 100 Werke. 396/397 entwickelte er erstmals seine Gnadentheologie; die autobiographischen Bekenntnisse (Confessiones) schrieb er 397/398; an der Schrift Über die Dreieinigkeit (De Trinitate), einem seiner Hauptwerke, arbeitete er von 399 bis 419.
Durch seine Vorkämpferstellung im Konflikt mit den Donatisten, zu deren Bekehrung er sich auch staatlicher Gewalt bediente, wurde Augustinus zur wichtigsten Führungsfigur der Kirche in Nordafrika. Auch den römischen Bischöfen gegenüber betonte Augustinus die Eigenständigkeit der nordafrikanischen Kirche. Unter anderem als Reaktion auf die Eroberung Roms durch die Westgoten 410 verfasste er die Schrift Über den Gottesstaat (De civitate Dei), an der er von 413 bis 426 arbeitete; er entwickelt hier die für Jahrhunderte gültige Unterscheidung zwischen irdischem Staat und Gottesstaat (civitas terrena und civitas Dei) und widersprach der verbreiteten Auffassung, dass der Fall Roms auch den göttlichen Heilsplan in Frage stelle.

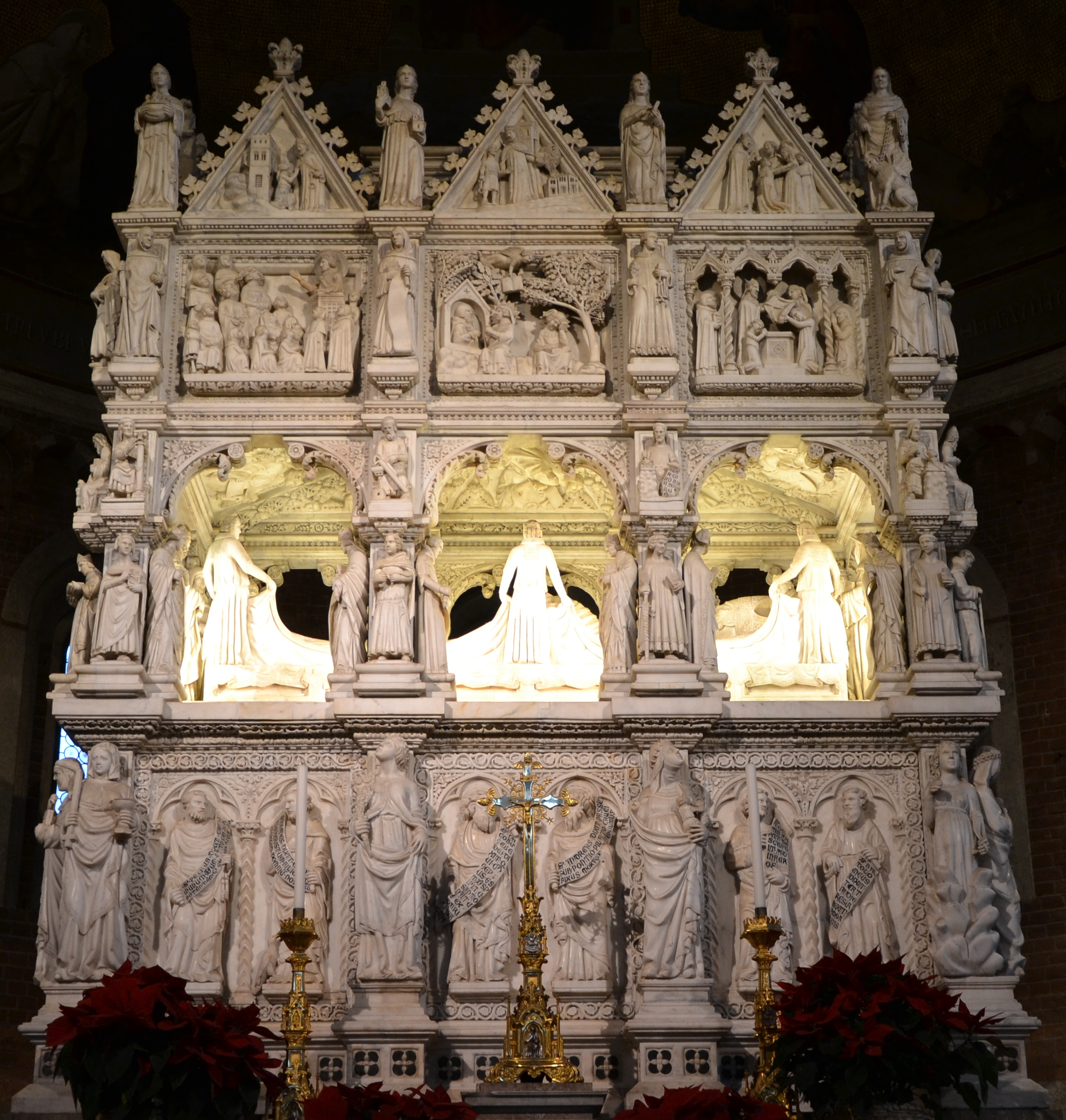
Giovanni di Balduccio, Grab des heiligen Augustinus in der Basilika San Pietro in Ciel d’Oro in Pavia.

Augustinus starb 430 während der Belagerung Hippos durch die Vandalen unter der Führung des Königs Geiserich (zum geschichtlichen Zusammenhang vgl. den Feldherrn Bonifatius, der auch mit Augustinus bekannt war, und Spätantike). Seine Gebeine befinden sich heute in der Kirche San Pietro in Ciel d’Oro in Ticinum Papiae/Norditalien.
Heraclius wird als Nachfolger des Augustinus im Bischofsamt von Hippo Regius genannt; er sei im Jahre 426 gewählt worden und hat die Debatte zwischen Augustinus und dem arianischen Bischof Maximinus überliefert. Als Augustinus Heraclius zu seinem Nachfolger designierte, ließ er mehrere Advokate der Versammlung beiwohnen, um die Zustimmung der Gemeinde zu protokollieren und in urkundlicher Form festzuhalten.
|  |  | - Territoriale Verhältnisse - Die Reichsteilung von 395 nach dem Tode des Kaisers Theodosius I. - Weströmisches Reich um 410 - Um 421 - Um 445 - Mutmaßliche Wanderungen der Vandalen bis ca. 435. |

## Philosophie

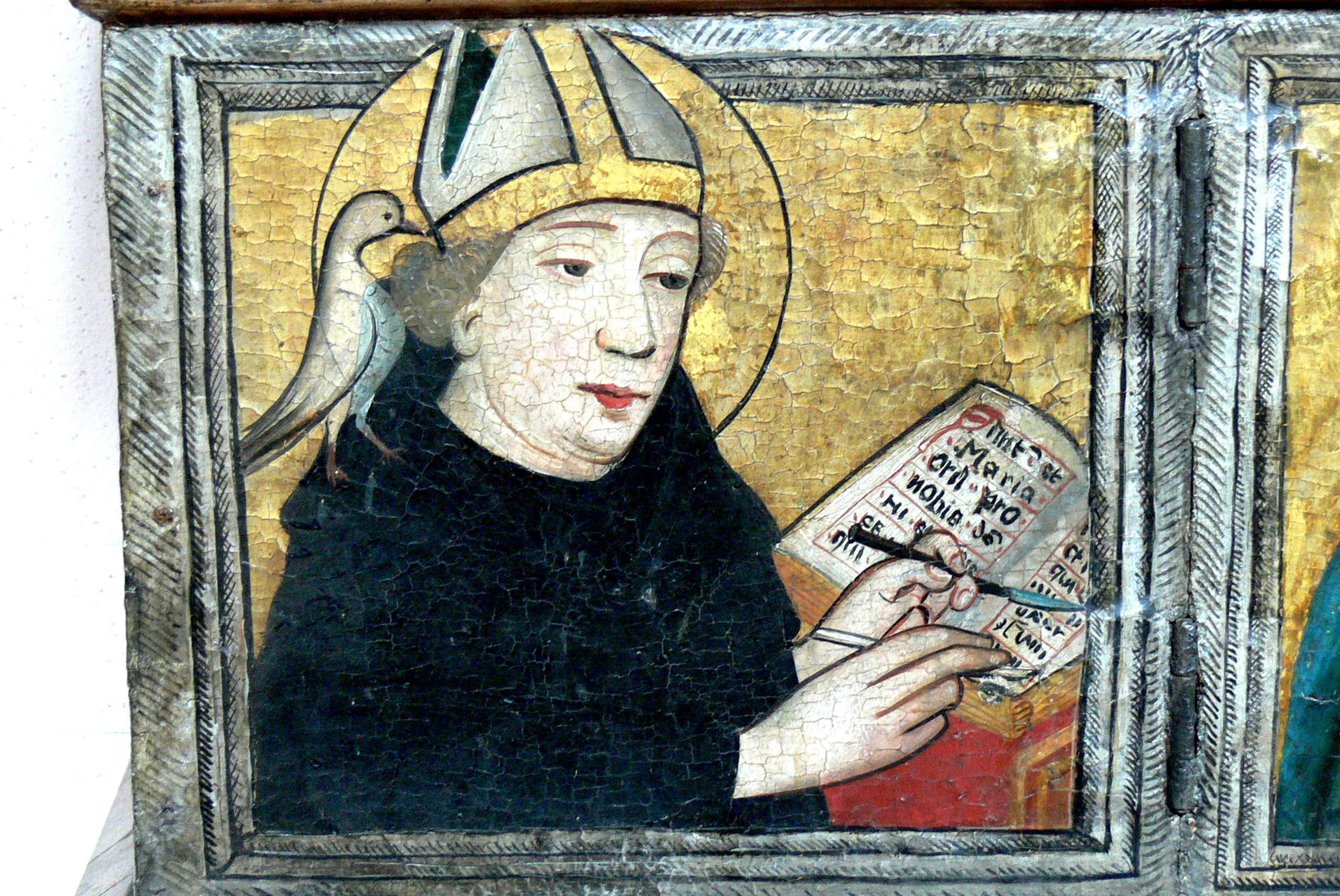
Augustinus als Kirchenlehrer, 1440, Stadtkirche Langenzenn

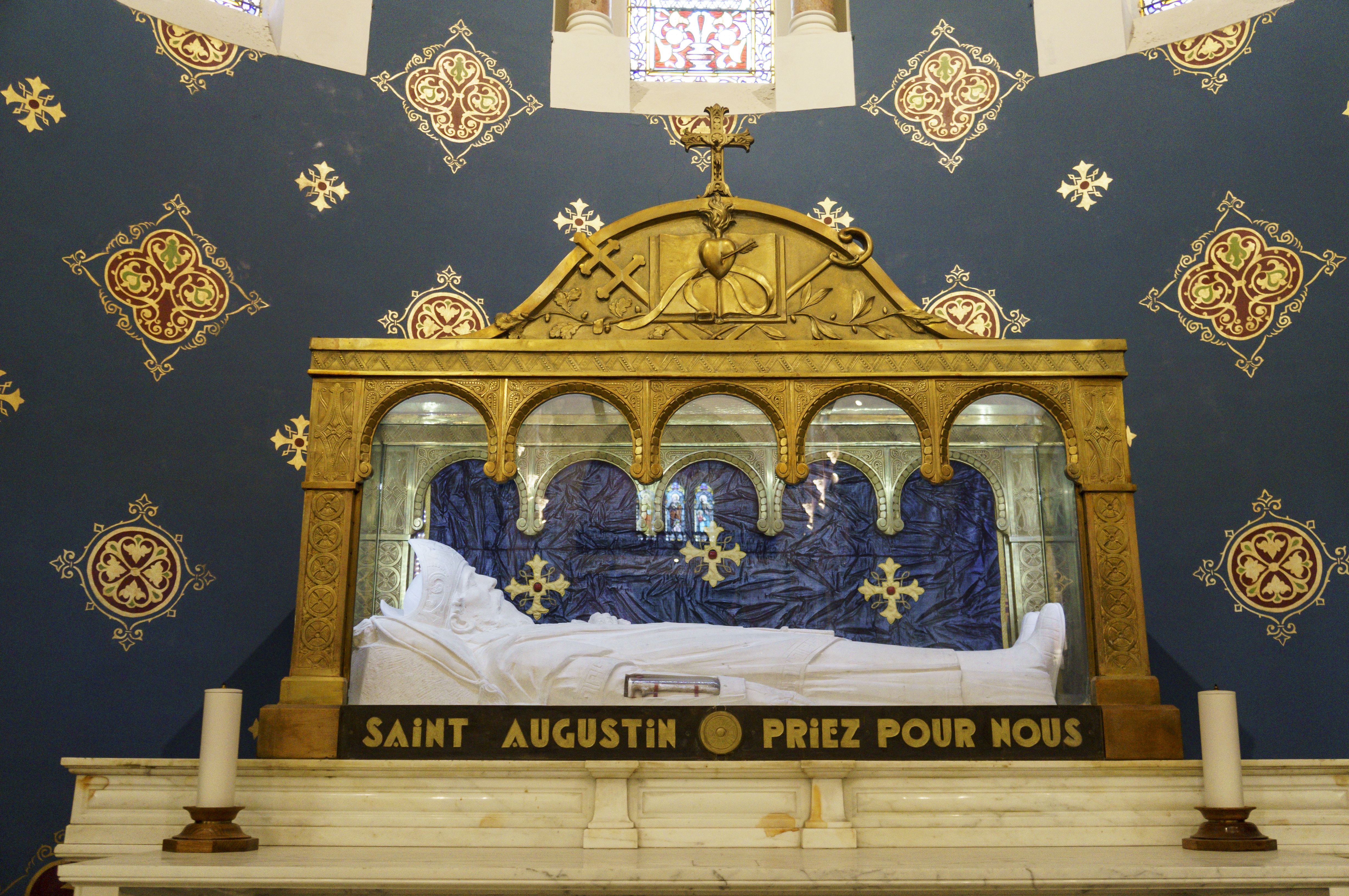
Reliquiar mit einem Knochen des rechten Arms. Basilika St. Augustinus in Annaba. Algerien.

Augustinus’ Philosophie hat auch im Mittelalter nachgewirkt. Besonders erwähnenswert sind die folgenden Themen:

### Wahrheitsbegriff
Der zunächst vom Skeptizismus geprägte Augustinus beschäftigte sich zeitlebens mit dem Problem der Wahrheit. Bei der Lösung nimmt er René Descartes’ cogito ergo sum voraus, indem er die Unzweifelhaftigkeit der Existenz des Denkenden (Zweifelnden) feststellt:

„wird jemand darüber zweifeln, dass er lebt, sich erinnert, Einsichten hat, will, denkt, weiß und urteilt? […] Mag einer auch sonst zweifeln, über was er will, über diese Zweifel selbst kann er nicht zweifeln“

Er fasst es kurz zusammen mit si enim fallor, sum: „Denn (selbst) wenn ich irre, so bin ich (doch).“
Wahrheit ist für ihn immer notwendig und ewig. Als Vorbild dienen ihm die idealen Wahrheiten der Mathematik, da die Sinneswahrnehmungen wegen ihrer Unzuverlässigkeit und der Wandelbarkeit der äußeren Welt diese Eigenschaften nicht aufweisen. Da die Quellen der Wahrheit also nicht dort liegen können, sucht Augustinus sie im menschlichen Geist selbst:

„Suche nicht draußen! Kehre in dich selbst zurück! Im Innern des Menschen wohnt die Wahrheit. […] [D]er Verstand schafft die Wahrheit nicht, sondern findet sie vor.“

Der Grund aller Wahrheit sind bei Augustinus die ewigen Ideen, die in Gottes Geist existieren und ihn mit der Welt verbinden (ideale Präexistenz in Gott). Gott selbst ist die Wahrheit. Wie bei Platon haben auch bei Augustinus die Urbilder den ontologisch höchsten Status; sie sind Wesensgründe aller Dinge. Verfügbar wird die Wahrheit für den Menschen nun in der vermittelten Erleuchtung des Geistes durch Gott (Illuminations- bzw. Irradiationstheorie). Der göttliche Geist (mundus intelligibilis) „strahlt“ diese Ideen und Regeln direkt in den menschlichen Geist „ein“, da der menschliche Geist anders als sein materieller Körper als Gottes Ebenbild (imago dei) geschaffen ist. Die Wahrheit findet sich also nicht außerhalb des Menschen, sondern im Menschen selbst vor. Die genaue Deutung dieser Theorie bleibt umstritten, doch scheint Augustinus einen gemäßigten erkenntnistheoretischen Apriorismus zu vertreten.

### Zeitauffassung
„Was also ist die Zeit? Wenn niemand mich danach fragt, weiß ich’s, will ich’s aber einem Fragenden erklären, weiß ich’s nicht.“

Augustinus spricht über drei Zeiten: Gegenwart des Vergangenen, Gegenwart des Gegenwärtigen und Gegenwart des Zukünftigen. Vergangenheit, Gegenwart und Zukunft als solche existieren nach Augustinus nicht:

„Wie kann man sagen, dass [die vergangenen und zukünftigen Zeiten] sind, da doch die vergangene schon nicht mehr und die zukünftige noch nicht ist? Die gegenwärtige aber, wenn sie immer gegenwärtig wäre und nicht in Vergangenheit überginge, wäre nicht mehr Zeit, sondern Ewigkeit.“

Vielmehr ist die Vergangenheit eine Erinnerung in der Gegenwart, und die Zukunft eine Erwartung in der Gegenwart, während die Gegenwart selbst, ein aus der Zukunft in die Vergangenheit an unserem Geiste vorüberziehender Moment ist. Wir messen die Zeit anhand eines

„Eindruck[s], den die vorübergehenden Dinge [in unserem Geiste] hervorbringen und der bleibt, wenn sie vorübergegangen sind, ihn, den gegenwärtigen, [messen wir], nicht was vorübergegangen ist und ihn hervorgebracht hat.“

Das augustinische Zeitverständnis enthält damit eine subjektive Komponente der Zeit, da wir die vergangene Zeit als Eindruck nur in unserem Geiste messen können, wir also in uns verschiedene erlebte Zeiträume miteinander vergleichen und dadurch immer zu subjektiven Aussagen gelangen müssen, so kam uns zum Beispiel jene Zeit länger vor, als eine andere. Zukünftige Dinge können wir nicht messen, da wir noch nichts über sie aussagen können, erst wenn sie an uns vorüberziehen und wir dadurch einen Eindruck gewonnen haben, können wir für uns entscheiden, ob jener Eindruck länger oder kürzer war.
Dennoch ist Augustinus kein reiner Zeitsubjektivist, da für ihn die Zeit immer noch untrennbar mit den Dingen und der Welt verbunden ist:

„Ginge nichts vorüber, gäbe es keine vergangene Zeit; käme nichts auf uns zu, gäbe es keine zukünftige Zeit; wäre überhaupt nichts, gäbe es keine gegenwärtige Zeit.“

Auch ist für Augustinus Zeit real und keine reine Ichzeit, da Gott sie geschaffen hat. Augustinus’ Zeitbegriff ist also subjektimmanent, aber nicht rein subjektiv.
Trotzdem steht dieses Verständnis im starken Gegensatz zu der platonischen objektiven Zeitauffassung, in der die Zeit die Bewegung von Himmelskörpern ist, so ist zum Beispiel die Vollendung eines Tages die Bewegung von Sonnenaufgang bis Sonnenuntergang. Dagegen führt Augustinus an, dass

„wenn sich ein Körper bewegt, [wir mit der Zeit messen], wie lange er sich bewegt, und zwar vom Anfang bis zum Ende seiner Bewegung, […] denn ein Körper bewegt sich nur in der Zeit“

und stellt diese selbst nicht dar. Und auch wenn sich ein Körper nicht bewegt, sind wir doch in der Lage seinen Stillstand zu messen und etwas über die Dauer seines Stillstandes auszusagen, genau deshalb kann Bewegung nicht gleich Zeit sein.

### Begriff der LiebeCaritasundCupiditas
Für Augustinus ist die caritas als Liebe in der Beziehung zwischen Personen sowie als die Liebe des Menschen zu Gott oder die Liebe Gottes zum Menschen zu verstehen. Die cupiditas grenzt sich zur caritas ab. Sie wurde von Augustinus als eine Erscheinungsform der Liebe verstanden, einer Liebe jedoch, die nach einem weltlichen Gut strebt. Indem der Mensch Gott zu erreichen versucht, erlangt er die wahre, immerwährende caritas. Deswegen muss sich jede Liebe zu einem Objekt außer Gott cupiditas in die Liebe zu Gott caritas einfügen.

„Muta cor, et mutabitur opus. Exstirpa cupiditatem, planta charitatem. Sicut enim radix est omnium malorum cupiditas [I Tim. VI, 10]; sic et radix omnium bonorum charitas. Quid ergo mussitant homines inter se, vel contendunt, dicentes: Quid est bonum? O si scires quid est bonum!
Wandle das Herz, und das Werk wird sich wandeln! Reiß aus die Begierde, pflanze ein die Liebe! Wie nämlich die Begierde die Wurzel allen Übels ist, so ist auch die Liebe die Wurzel alles Guten. Warum also murren die Menschen unter sich oder führen Streitgespräche, indem sie sagen: Was ist das Gute? Wenn du doch nur wüsstest, was das Gute ist!“

In der im Zeitraum von 413 bis 426 verfassten Schrift „De civitate Dei“ greift Augustinus den Gedanken einer Welt der caritas bzw. cupiditas auf. In der civitas caelestis/dei ist die Welt Gott und dem Himmel zugeordnet, simplifiziert steht sie für das ‚Prinzip des Guten‘, nach dem der Mensch streben soll. Das andere Reich, die civitas terrena, sei der irdischen Welt zugehörig, hier wirke auch das ‚Prinzip des Bösen‘, das den Menschen von Gott entfremdet.
Als Bilder nutzte Augustinus den Gegensatz von „Babylon“ und „Jerusalem“, hierbei verstand er „Jerusalem“ als Reich der caritas und Babylon als das Reich der cupiditas. Der Mensch sei aber nicht eindeutig „Jerusalem“ oder „Babylon“ zuzuordnen.

## Theologie

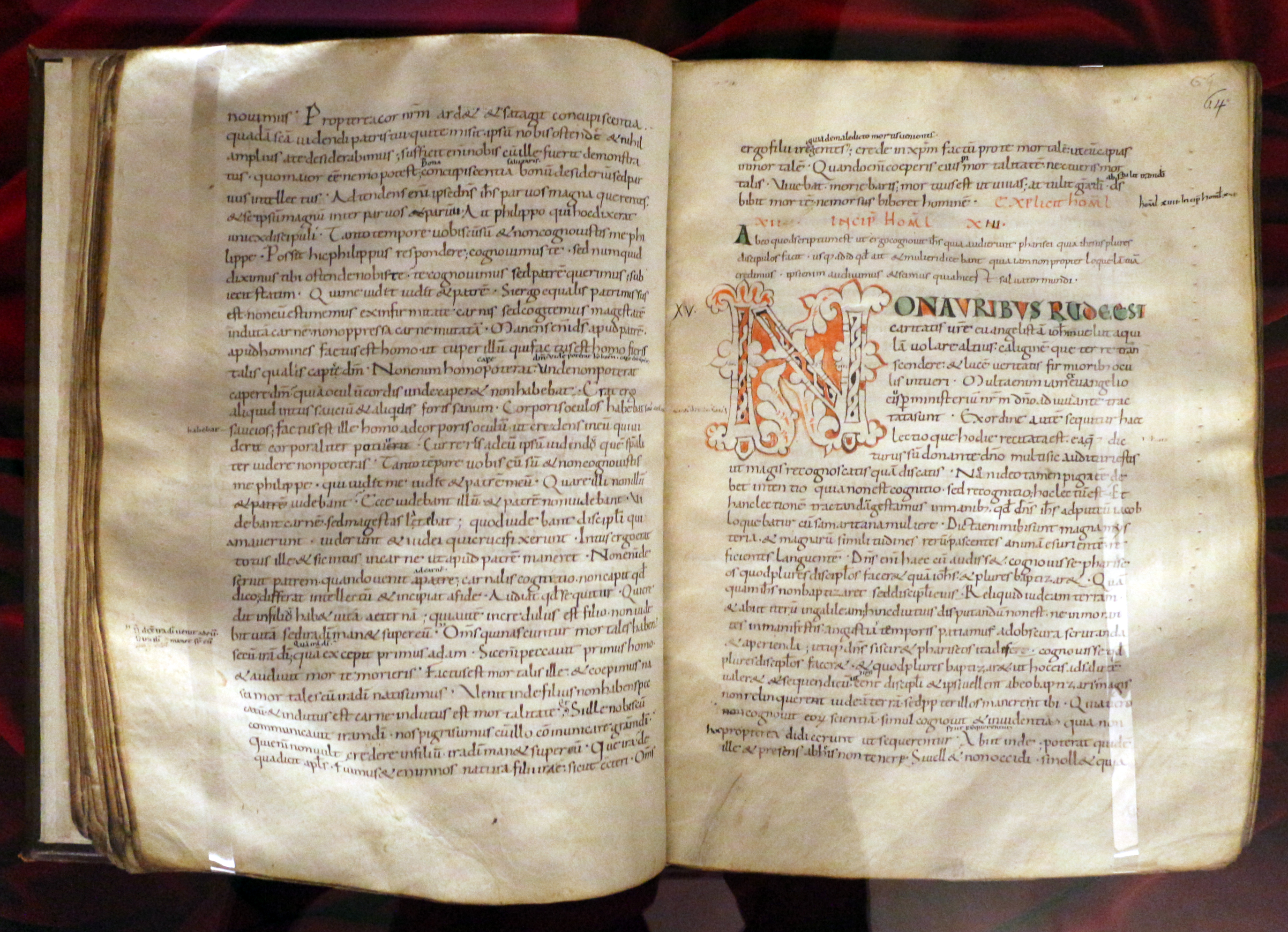
In evangelium Ioannis, 1050–1100 ca., Biblioteca Medicea Laurenziana, Florenz

### Trinität
Sein dogmatisches Hauptwerk sind die 15 Bücher De Trinitate („Über die Dreieinigkeit“). Zum Thema der göttlichen Dreifaltigkeit hat sich Augustinus auch in anderen Schriften gelegentlich geäußert. Einen Unterschied zwischen den einzelnen Personen, die er gleich ewig, gleich vollkommen und gleich allmächtig sieht, verneint Augustinus nicht; er will zwar nicht Modalist sein, nähert sich dem Modalismus aber stark an. Die Personen betrachtet er vor allem als „Relationen“ innerhalb des göttlichen Wesens.
Die Lehre des Ausgangs des Geistes aus Vater und Sohn hat erstmals er vorgetragen. Später führte diese Aussage zum Filioque-Streit.
Seine Lehre lieferte noch nach seinem Tod einen entscheidenden Beitrag zum Konzil von Chalcedon (451), da Papst Leo der Große in seinem Tomus an die Versammlung eine christologische Schlüsselaussage machte, die von Augustinus stammte: „zwei Naturen in einer Person“, Jesus sei also Gott und Mensch zugleich.

### Vom Prämillenarismus zum Amillenarismus
Augustinus ist ein Vertreter des Amillenarismus und sprach sich gegen den Prämillenarismus aus, der die frühe Eschatologie prägte.
Zunächst nahm er an, dass sich an die, in damaliger Sicht, 5000 Jahre von Adam bis zur Menschwerdung Gottes gemäß Offenbarung des Johannes (Offb) 20,1–10 das tausendjährige Reich anschließe. Dann argumentierte er, unter Einfluss der allegorischen Auslegungstradition des vierfachen Schriftsinns, das „tausendjährige Reich“ meine kein irdisches Reich, sondern bezeichne „symbolisch“ den Zeitraum zwischen Jesu erstem und zweitem Kommen. Augustinus vermerkte auch, die Aussicht auf fleischliche Genüsse und Schlemmereien in einem irdischen Reich halte von einem ernsthaften Einhalten der Gebote ab. Durch Augustinus verbreitete sich der Amillenarismus in der westlichen Kirche.

### Gottes- und Weltstaat

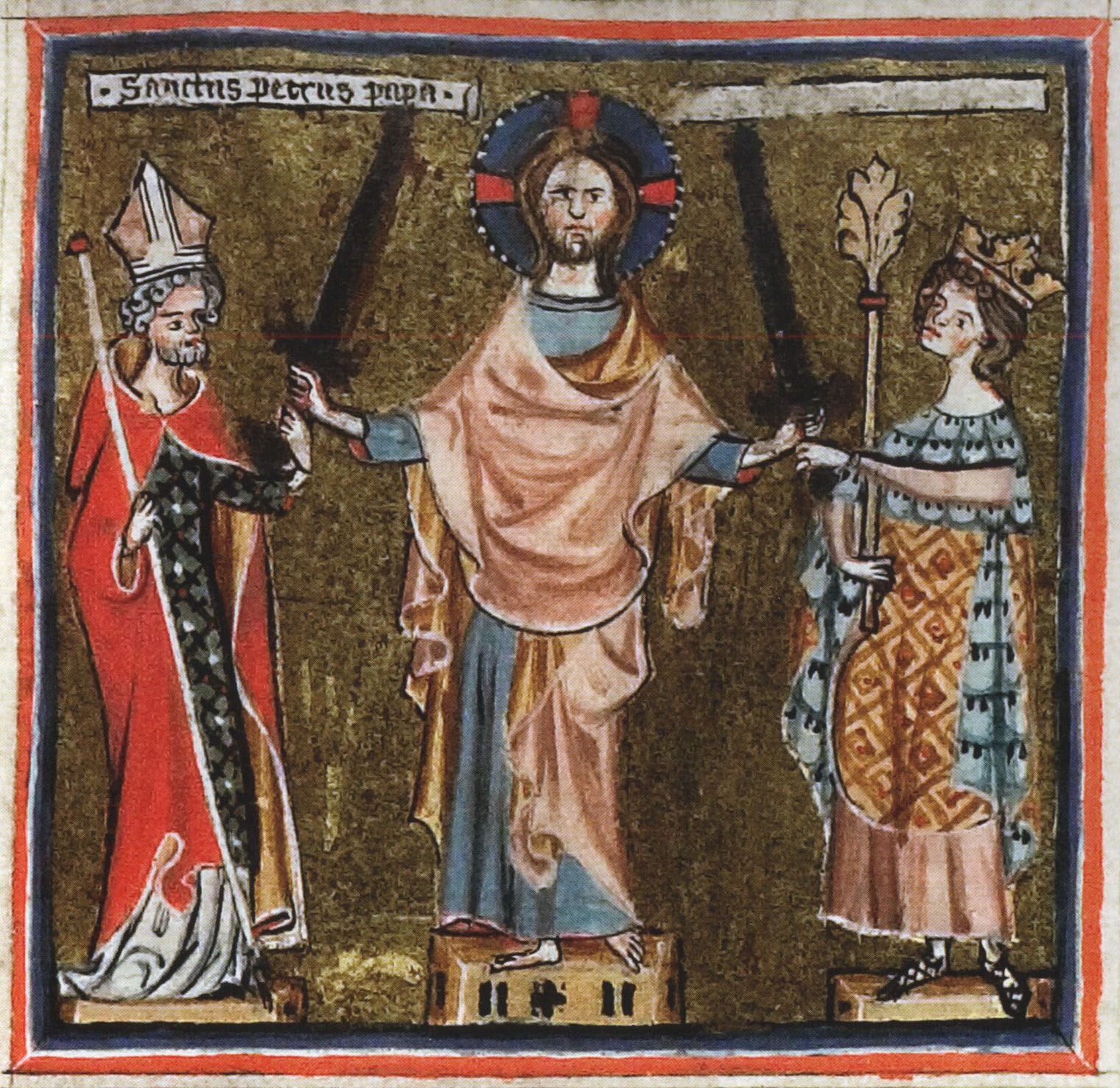
Symbolisierung der Zweischwerterlehre in der Heidelberger Schwabenspiegelhandschrift.

Augustinus Lehre ist durch die Unterscheidung von zwei Staaten, Reiche oder Städte und drei Epochen der Heilsgeschichte gekennzeichnet: Die zwei Staaten sind der Gottesstaat (civitas dei/caelestis) und der irdische oder Welt-Staat (civitas terrena). Die drei Epochen sind die vergangene Zeit, in der die beiden Staaten vollständig getrennt waren, dann die (noch andauernde) Zeit, in welcher beide Reiche vermischt sind, und schließlich eine künftige Zeit, in der sie wieder ewig getrennt sein werden. Wegen der Unterscheidung zweier absolut verschiedener und gegensätzlicher Staaten, die für Jahrhunderte gültig war, sowie der ihnen zugeordneten Prinzipien wird die These von Augustinus zu den dualistischen Modellen gezählt. Er hat die These in seinem Spätwerk Vom Gottesstaat (De civitate Dei) entwickelt.
Im Jahr 404 formulierte er zum ersten Mal die These von den zwei Städten, die auf zwei Prinzipien basieren und bis zum Endgericht miteinander vermischt sind, in zwei zeitgenössischen Schriften, der Vom ersten katechetischen Unterricht und Über den Wortlaut der Genesis. In letzterem kündigt er sein Vorhaben an: „Von diesen beiden Städten werden wir, wenn Gott es erlaubt, vielleicht ausführlicher sprechen.“
In dem im Zeitraum von 413 bis 426 verfasstem Spätwerk Vom Gottesstaat (De civitate Dei) greift Augustinus den Gedanken der beiden Städte wieder auf. In der civitas dei/caelestis ist die Welt Gott und dem Himmel zugeordnet, vereinfacht steht sie für das „Prinzip des Guten“, nach dem der Mensch streben soll und für die Gemeinschaft der Auserwählten. Das andere Reich, die civitas terrena (irdischer Staat), sei der irdischen Welt zugehörig, hier wirke auch das „Prinzip des Bösen“, das den Menschen von Gott entfremdet.
Als Bilder nutzte Augustinus bspw. den Gegensatz von „Babylon“ und „Jerusalem“, hierbei verstand er „Jerusalem“ als Reich der christlichen  Tugend und der tätigen Nächstenliebe (caritas) und Babylon als das Reich der Begierde, des Verlangen, der Lust und Leidenschaft  (cupiditas). Der Mensch sei aber nicht eindeutig „Jerusalem“ oder „Babylon“ zuzuordnen. Vielmehr lebten alle unter dem gleichen ethischen Gesetz zwischen Gut und Böse und müssten sich entscheiden, ob sie ihre Handlungen unter Gottes Gebot der geistlichen Liebe oder aber der Selbstliebe stellten.

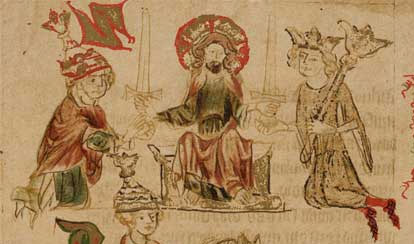
Illustration der Zweischwerterlehre aus dem Dresdner Sachsenspiegel (Faksimile Karl von Amiras, 1902)

Augustin geht in De civitate Dei geht davon aus, dass vor der Schaffung des Menschen zwei Engelsstaaten existierten, dem Staat der bösen Engel (civitas diaboli) und dem Staat der guten Engel (civitas dei), einige der Engel haben sich „grundlos“ von Gott „abgekehrt“ und sind böse geworden.
Nach dem Sündenfall von Adam im Paradies ist die Welt in zwei Staaten zerfallen, den irdischen Staat (civitas terrena) dem Satan zur Seite steht und den Gottesstaat (civitas caelestis) dem Gott zur Seite steht, wiederum in dualistischer Ausrichtung. Kain gehört bspw. zum Staat des Teufels, während sein Bruder Abel sowie die christlichen Patriarchen Teil des Gottesstaates sind. Augustinus plädierte für eine deutliche Trennung zwischen politischer und Heilsgeschichte.
Der Gottesstaat oder die Stadt Gottes existiert auf der Erde, aber befindet sich im Exil. Die beiden Städte oder Staaten sind bis zum Ende der Zeit, sowohl getrennt als auch vermischt. Der Weltstaat strebt nach Frieden und ist in der Lage, ihn durch Gesetze, Institutionen sowie durch Weisheit zu erreichen. Der Gottesstaat bezieht den irdischen Frieden auf den himmlischen Frieden, ohne ihn mit dem zu verwechseln, was von dem irdischen Staat fälschlicherweise als wahrer Friede bezeichnet werden kann.
Der weltliche Staat kann am Gottesstaat nur teilnehmen, wenn er sich der Kirche bei christlichen Angelegenheiten unterordnet. Nach Auffassung des britischen Philosophen Bertrand Russell hat sich die katholische Kirche auf diese Doktrin berufen: „Das ganze Mittelalter hindurch berief sich die Abendländische Kirche beim allmählichen Erstarken der päpstlichen Macht und im Kampf zwischen Papst und Kaiser zur theoretischen Rechtfertigung ihrer Politik auf Augustin“.
Die Auffassung der beiden civitates hatte einen bedeutenden Einfluss auf die mittelalterliche Zwei-Schwerter-Theorie, welche die beiden civitates mit der geistlichen und weltlichen Gewalt identifizierte, und auf die theologische Gesellschaftstheorie der Zwei-Reiche-und-Regimenten-Lehre der lutherischen Reformation.
Nach dem jüngsten Gericht schließt sich der Kreis; am Ende gibt es wieder zwei Staaten: Civitas Mortalis, das heißt die Höllenstrafe in Ewigkeit und auf der anderen Seite Civitas Immortalis, die ewige Herrschaft mit Gott (Himmel). Die Anzahl der Menschen, die in den Himmel kommen, entspreche dabei genau der Anzahl der abgefallenen Engel, so dass der Ausgangszustand wiederhergestellt ist:

„Das andere vernunftbegabte Geschöpf, der Mensch, der durch ererbte und eigene Sünden und Strafen ganz verlorengegangen war, sollte aus seinem wiederhergestellten Teil ergänzen, was der Fall der Dämonen der Gemeinschaft der Engel genommen hatte.“

### Prädestination

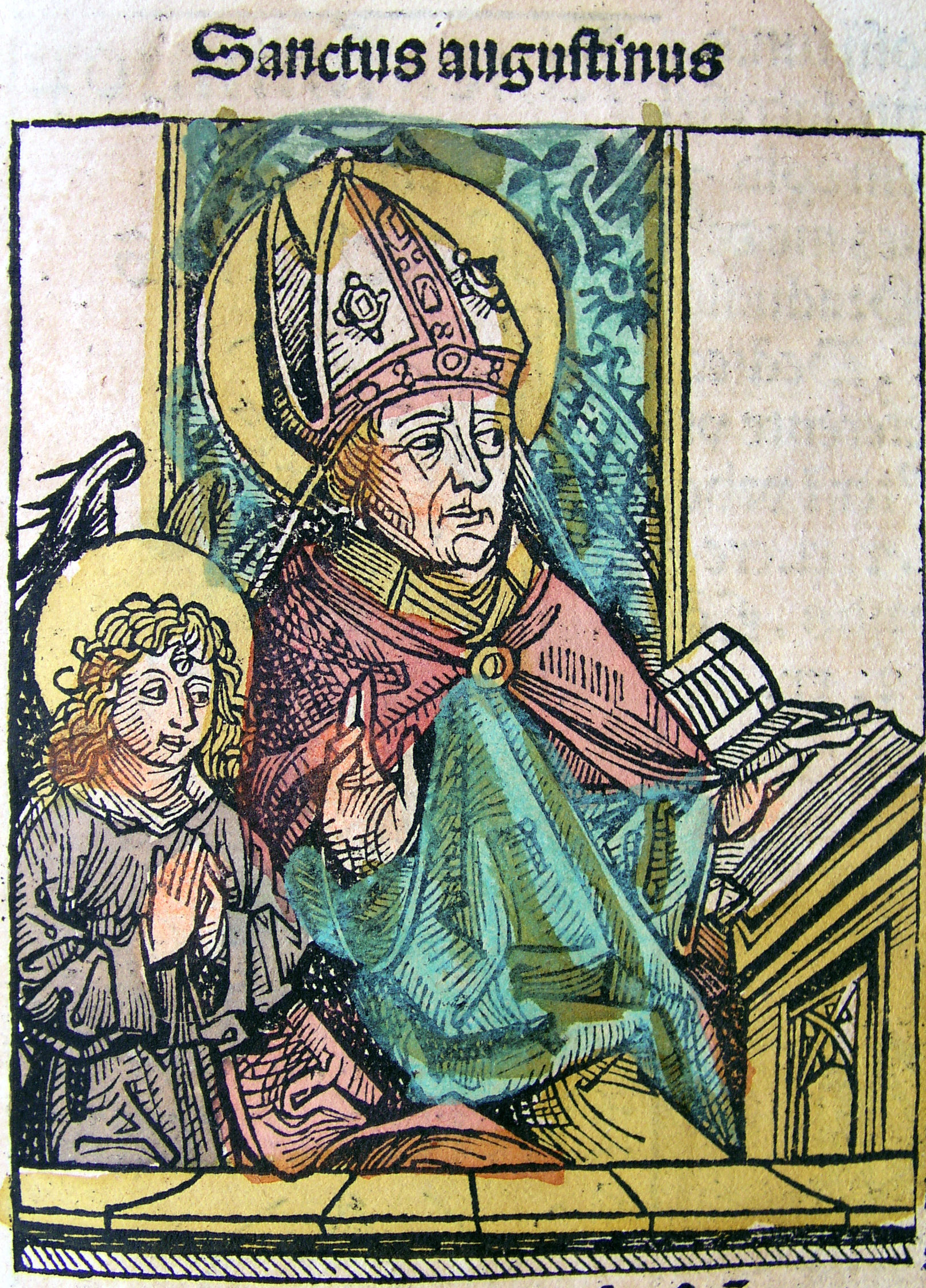
Der heilige Augustinus in der Nürnberger Chronik

Augustinus ist als ein Vertreter der Prädestination bekannt, in der der Mensch zum ewigen Leben von Gott vorherbestimmt ist. Augustinus’ Lehre von der doppelten Prädestination – mit ihrer impliziten Ablehnung des freien Willens zur Entscheidung für Gott oder gegen ihn durch den Menschen – wurde von der katholischen Kirche bereits im 5. Jahrhundert nicht übernommen, übte allerdings einen sehr großen Einfluss auf Reformatoren wie Martin Luther und, vor allem, Johannes Calvin und die Abfassung der so genannten fünf Punkte der calvinischen Kirchen (englisch TULIP) aus. Katholiken und Arminianer lehren dagegen ungeachtet der unterschiedlichen Auffassungen zur Rechtfertigung des Menschen die Notwendigkeit der Kooperation des freien Willens des Menschen.

### Erbsündenlehre und freier Wille
Augustinus führte eine große Auseinandersetzung mit Pelagius, der die Theorie des freien Willens vertrat und Augustinus vorwarf, noch in den Schlingen des Manichäismus verfangen zu sein. Pelagius wurde zwar 418 im Sinne von Augustinus verurteilt, fand aber seinen Nachfolger in Julianus von Eclanum. In dieser noch heftigeren Auseinandersetzung entwickelte Augustinus die Lehre der Erbsünde. Augustinus hat dabei die Interpretation von Röm 5,12  (ἐφ᾿ ᾧ πάντες ἥμαρτον) übernommen, die Hilarius eingeführt hat: „In ihm [Adam] haben alle gesündigt“, so als wären alle in Adam enthalten gewesen (quasi in massa). Diese augustinische Interpretation der Präposition ἐπί könnte philologisch fraglich sein (denn es heißt dort tatsächlich: „aus“ (= weil) ihm sündigten alle) und dann wäre es auch theologisch umstritten. Seine Interpretation wird darauf zurückgeführt, dass er das biblische Griechisch nur wenig beherrschte. Im Gegensatz zu Pelagius meinte Augustinus, dass die Erbsünde physisch übertragen werde. Augustinus argumentierte, dass nur diejenigen, die völlig unverdient die Gnade Gottes erhielten, dieser Erblast entkommen können und ewiges Leben erhalten würden. Für Augustinus war klar, dass

„Gott im Herzen der Menschen wirkt, um ihren Willen dahin geneigt zu machen, wohin immer er will: entweder zum Guten gemäß seiner Gnade oder zum Bösen nach ihren bösen Verdiensten.“

Und er lehrte, dass von der Minderheit, die der Hölle entgehe, nur wenige einer schmerzlichen Läuterung nach dem Tod entrinnen würden.

### Höllenlehre
Augustinus war der Ansicht, dass man in einer Hölle endlose Qualen leiden muss. Stellen wie Mt 25,46  legte er so aus, dass das äonische (aeternam) Leben wie auch die äonische Strafe endlos sein müsse:

„Ist beides ewig, so ist unweigerlich auch beides entweder langwährend, aber endlich, oder beides ist immerwährend und endlos.“

Auf die Frage, ob eine endlose Strafe für endliche Verfehlungen nicht unverhältnismäßig sei, entgegnete er, dass der Mensch wegen der Erbsünde „ewiges Übel“ verdiene. Augustinus stritt ab, dass ein Gericht reinigenden Charakter haben könne und postulierte, dass es allein strafend sei.
Damit grenzte sich Augustin ebenso wie Johannes Chrysostomos und ältere Kirchenlehrer wie Ambrosius von Mailand oder Hieronymus oder Hippolyt von Rom, der Zeitgenosse von Origenes, stark von Origenes’ Lehre der Apokatastasis ab. Augustinus’ Argumentationsmuster hatte einen großen Einfluss auf die westliche Theologie, der bis zur Gegenwart reicht.

### Verhältnis zu den Juden
Augustinus richtete gegen die Juden jahrzehntelang Angriffe. In der gegen Ende seines Lebens verfassten Predigt Gegen die Juden, einer Anleitung zu ihrer Bekehrung, legte er den Juden seiner Zeit die Kreuzigung Jesu zur Last: „In euren Vätern habt ihr Christus getötet.“ Er nannte die Juden bösartig, wild und grausam. In den Vorträgen über das Johannesevangelium von 414 bis 417 vergleicht er sie mit Wölfen, schimpft sie „Sünder“, „Mörder“, „zu Essig ausgearteter Wein der Propheten“, „eine triefäugige Schar“, „aufgerührter Schmutz“. Sie seien des „ungeheuren Vergehens der Gottlosigkeit“ schuldig. Bereits in einer Karfreitagspredigt von 397 hatte er ihnen das Alte Testament abgesprochen: „Sie lesen es als Blinde und singen es als Taube.“
Augustinus formulierte den Gedanken der „Knechtschaft“ der Juden, ihrer „servitus“, die 1205 von Papst Innozenz III. zu einer „ewigen“ (perpetua) erklärt und 1234 in der Dekretensammlung Gregors IX. kodifiziert wurde, während auf kaiserlicher Seite gleichzeitig, von denselben Vorstellungen ausgehend, die sogenannte Kammerknechtschaft der Juden eingerichtet wurde.
Die Juden hatten in Augustinus’ Augen eine positive Funktion für das Christentum, weil sie, indem sie nicht an die biblischen Prophezeiungen über Jesus glaubten, gerade deren Echtheit bezeugten; „und eben wegen dieses Zeugnisses, das sie uns wider Willen leisten dadurch, dass sie die Texte besitzen und bewahren, sind sie selbst über alle Völker hin verstreut, soweit sich die Kirche erstreckt.“ Weil sie als Zeugen für die Kirche nötig und von Gott vorgesehen seien, dürfe man sie nicht töten, sie trügen ein Kainsmal auf der Stirn. Christliche Herrscher hätten sie zu schützen, aber in untergeordneter Stellung zu halten.
Pascal plante Augustinus’ Argumentation im Kapitel „Beweise für Jesus Christus“ seiner Apologie der christlichen Religion heranzuziehen, er notiert in den Pensées (1670): „(…) und es (das jüdische Volk) muß weiterbestehen, um ihn zu beweisen, und es muß im Elend sein, weil sie ihn gekreuzigt haben“.

### Auseinandersetzung mit den Donatisten
Augustinus war einer der Vorkämpfer gegen die Donatisten, hier vor allem vertreten durch Donatus Carthaginiensis, eine rigoristische Gruppe, die sich von der katholischen Kirche abgespalten hatte und sich als Kirche der „Reinen“ und „Heiligen“ verstand. Dagegen sah Augustinus die Kirche als eine Gemeinschaft, die voll von Sündern sei. Zusammen mit seinem Metropolit Aurelius von Karthago suchten sie nach innerkirchlicher Einigung. Er stellt sie als den Acker dar, auf dem Weizen und Unkraut wachsen. Darüber hinaus meldet er der donatistischen Heiligkeitsforderung gegenüber an, dass auch die Heiligen, solange sie im Leibe leben, der Sünde unterworfen bleiben, auch wenn es sich nur um geringe Verstöße handele.
Im Jahr 411 kam es zu einem Religionsgespräch, der sogenannten collatio, in deren Folge der Einfluss der Donatisten abnahm. Da die Gewaltbereitschaft der Donatisten zunahm, befürwortete er, diesem Übel durch harte Strafen, striktes polizeiliches Durchgreifen und Verbot des Zugangs zu Gerichten ein Ende zu machen. Augustinus verwendete als Rechtfertigung einen Satz aus einem Gleichnis Jesu: „Nötige die Leute hereinzukommen“ (Lk 14,23 ), was in der lateinischen Übersetzung Vulgata mit „zwingt sie einzutreten“ (compelle intrare) übersetzt ist (Lk 14,23 ). „Duldung“ bezeichnete Augustinus in diesem Zusammenhang nur als „unergiebig und nichtig“ (infructuosa et vana) und begrüßte die „Bekehrung“ vieler „durch heilsamen Zwang“ (terrore perculsi). Die Donatisten wurden durch den römischen Staat durch Enteignung, Verlust des Erbrechts und Verbannungen des Klerus aus Afrika „genötigt“. 411 belegte Honorius die Donatisten mit Geldbußen, die 414 für hochrangige Römer erhöht wurden, und ließ ihre Bischöfe und Priester aus Afrika verbannen. Im Jahr 420 erscheint Augustinus’ letzte antidonatische Schrift Contra Gaudentium.
Diese Befürwortung der Gewalt gegenüber Schismatikern wurde bei der Einführung der Inquisition im Mittelalter als Rechtfertigung ihrer Vorgehensweise angesehen.

### Die Lehre vom gerechten Krieg
Nach der Plünderung Roms im Jahre 410 durch die Westgoten, dann wieder im Jahre 455 durch die Vandalen unter Geiserich und 472 durch Ricimer, kamen viele Flüchtlinge aus Rom in die nordafrikanischen Provinzen, die damals als sicher vor Einfällen von germanischen „Barbaren“ galten. Seit der Christianisierung Roms hatten sich aber immer weniger römische Staatsbürger zur Verteidigung Roms bereit erklärt und im Heer mussten germanische Söldner aufgenommen werden. Zugleich gab es nach wie vor eine kulminierende Skepsis von Teilen der Elite gegen die Verchristlichung des Reiches. Noch um 410 bekannte sich ein (allerdings abnehmender) Teil der gesellschaftlichen Elite zum traditionellen Götterglauben, wenngleich dies nicht selten auf einer konservativen Grundhaltung beruhte und weniger aus religiöser Überzeugung geschah. Gegen diese Reaktion auf die Zeitumstände schrieb Augustinus sein Buch De civitate Dei, in dem er seine damals für unpassend gehaltene Friedenstheorie, eingebaut in philosophische und theologische Überlegungen, rechtfertigte, wonach nicht der Krieg, sondern der Friede das eigentliche Gesetz der Natur sei. Bedrängt durch weitere bedrohliche Zeitumstände, die auch die Sicherheit Nordafrikas in Frage stellten (kurz nach seinem Tod wurde auch Hippo von den Vandalen erreicht), versuchte Augustinus daneben, diese Lehre mit der Rechtfertigung von Verteidigungskriegen zu verknüpfen. Er entwickelte jene Thesen, auf welchen aufbauend die bekannte, von Thomas von Aquin und anderen weiterentwickelte Lehre vom „gerechten Krieg“ (lat. bellum iustum) entstanden ist. Anknüpfend an die schon bei Cicero bestehenden Ansätze hob er deutlich hervor, dass ein gerechter Krieg, der von einer legalen Obrigkeit erklärt, nur die Verteidigung der legitimen, vom Angreifer verletzten Rechte zum Ziel haben und kein größeres Elend hervorrufen dürfe, als er beseitige. Augustinus betonte, Krieg entstehe durch einen ungerechten und inhumanen Angriff. Wer aber einen gerechten Krieg führen müsse, solle darüber trauern:

„Doch, so sagt man, der Weise wird nur gerechte Kriege führen. Als ob er nicht, wenn er menschlich fühlt, noch viel mehr über die Notwendigkeit der Kriege trauern müsste! Denn wären sie nicht gerecht, dürfte er sie nicht führen, gäbe es also für den Weisen keine Kriege. Nur die Ungerechtigkeit der gegnerischen Seite zwingt ja den Weisen zu gerechter Kriegführung. … Wer also diese großen, schauerlichen, verheerenden Übel leidvoll betrachtet, der gestehe, dass sie ein Elend sind.“

Augustinus lehnte den Krieg an mehreren Stellen seines Werkes ab, u. a. mit dem für die damalige Zeit unerhört scharfen Satz, dass „man doch nicht nachweisen kann, dass Menschen glücklich sind, die stets in Kriegsnöten dahinleben und in Bürger- oder Feindesblut, auf jeden Fall in Menschenblut waten …“ Außerdem lehrte er – vermutlich erstmals in der Menschheitsgeschichte –, dass der Friede (und nicht der Krieg) das – von Gott geschaffene – Naturgesetz (XIX,12,13) und das letzte Ziel (XIX,14) der Menschheit sei. Alles Bestehende existiere nur, inwiefern Friede in ihm sei, der Krieg aber sei ein Elend.
Angesichts der seit Konstantin (das heißt nach dem Ende der Christenverfolgung) bestehenden Notwendigkeit, auch Staatsämter und den römischen Militärdienst zu übernehmen, formulierte er folgenden Kompromiss:

„Krieg zu führen und durch Unterwerfung der Völker das Reich zu erweitern, erscheint den Bösen als Glück, den Guten als Zwang. Aber weil es schlimmer wäre, wenn die Ungerechten über die Gerechten herrschten, so nennt man nicht unpassend auch jenes ein Glück.“

Im Kontext seiner Polemik gegen den Manichäismus hat Augustinus diesen Gedanken allerdings selbst fundamental widersprochen:

„Was, in der Tat, ist denn überhaupt so falsch am Krieg? Dass Menschen sterben, die ohnehin irgendwann sterben werden, damit jene, die überleben, Frieden finden können? Ein Feigling mag darüber jammern, aber gläubige Menschen nicht […]. Niemand darf jemals die Berechtigung eines Krieges bezweifeln, der in Gottes Namen befohlen wird, denn selbst das, was aus menschlicher Gier entsteht, kann weder den unkorrumpierbaren Gott noch seinen Heiligen etwas anhaben. Gott befiehlt Krieg, um den Stolz der Sterblichen auszutreiben, zu zerschmettern und zu unterwerfen. Krieg zu erdulden ist eine Probe für die Geduld der Gläubigen, um sie zu erniedrigen und seine väterlichen Zurechtweisungen anzunehmen. Denn niemand besitzt Macht über andere, wenn er sie nicht vom Himmel erhalten hat. Alle Gewalt wird nur auf Gottes Befehl oder mit seiner Erlaubnis ausgeübt. Und so kann ein Mann gerecht für die Ordnung kämpfen, selbst wenn er unter einem ungläubigen Herrscher dient. Was immer er tut, ist entweder eindeutig nicht gegen Gottes Vorschrift oder zumindest nicht eindeutig dagegen. Selbst wenn das Geben eines Befehls den Herrscher schuldig machen sollte, ist der Soldat, der ihm gehorcht, unschuldig. Wieviel unschuldiger muss da ein Mann sein, der einen Krieg führt, der von Gott befohlen wurde, der ja niemals etwas Falsches befehlen kann, wie jeder weiß, der ihm dient?“

Dieses Werk Contra Faustum Manichaeum liegt bis heute nicht in deutscher Übersetzung vor; der Inhalt hatte außerhalb von Großbritannien (und den USA) keinen großen Einfluss auf die europäische Geistesgeschichte. Nur ein kurzer Abschnitt des Werkes bezieht sich auf die laut der Bibel von Gott selbst befohlenen Kriege zur Zeit Moses, die Augustinus zu verteidigen versucht: Laut Augustinus folgt aus der Allmacht Gottes, dass es auf Erden letztlich auch keinen Krieg gegen Gottes Willen geben könne. Wenn es aber auch gerechte Kriege gebe, sei Krieg nicht per se schlecht. Christen dürften aber auch für heidnische oder ungerechte Herrscher kämpfen, denn alle Macht auf Erden werde von Gott verliehen (neque enim habet in eos quisquam ullam potestatem, nisi cui data fuerit desuper), erst recht aber in jedem Krieg, der in Gottes Namen geführt werde, da dieser niemals etwas Böses befehlen könne (quem male aliquid iubere non posse). An der Gerechtigkeit solcher Kriege dürfe man nicht zweifeln (dubitare fas non est).
Verteidigung gegen Gottes Feinde war für ihn daher auch dann gerechtfertigt, wenn sie ebenso grausam verlief wie ein aus selbstsüchtigen Gründen geführter Krieg. Dabei setzte Augustinus eine natürliche Ordnung der „Guten“ voraus, die gegen die „Bösen“ teils als Befehlende, teils als Gehorchende zusammenstünden; diese Ordnung auch militärisch zu verteidigen hielt er für notwendig. Iusta autem bella definiri solent, quae ulciscuntur iniurias: Solche Kriege seien als gerecht definierbar, die Verbrechen rächen. Er erklärte auch einen Krieg gegen Häretiker oder Schismatiker wie die Donatisten für gerecht, um die Einheit der Kirche mit Hilfe der staatlichen Armee zu wahren. Freilich ist der Grundton des Werkes von Augustinus das Streben nach Frieden, das auch den gerechten Krieg bestimmen soll.
Augustins Kriterien für einen gerechten Krieg des vom Christentum geprägten Römischen Reiches waren:
- Er muss dem Frieden dienen und diesen wiederherstellen (iustus finis).
- Er darf sich nur gegen begangenes, dem Feind vorwerfbares Unrecht – eine gravierende Verletzung oder Bedrohung der Rechtsordnung – richten, das wegen des feindlichen Verhaltens fortbesteht (causa iusta).
- Eine legitime Autorität – Gott oder ein Fürst (princeps) – muss den Krieg anordnen (legitima auctoritas). Dabei muss der Fürst die innerstaatliche Ordnung wahren, das heißt die gegebenen Strukturen des Befehlens und Gehorchens.
- Sein Kriegsbefehl darf nicht gegen Gottes Gebot verstoßen: Der Soldat muss ihn als Dienst am Frieden einsehen und ausführen können.[71]

Ein angeblicher Brief Augustinus’, der Gravi de pugna, der sich später als eine ihm zugeschriebene Fälschung herausstellte, diente Zeitgenossen als vielzitierte Rechtfertigung des Religionskrieges, da er dem Sieger, ähnlich einem Gottesurteil, auch (rückwirkend) die moralische Überlegenheit zusprach.

### Die Kirche als Mittler
In seiner Kirchenlehre (Ekklesiologie) betonte Augustinus die Rolle der Kirche als Mittlerin zwischen Gott und Mensch. Er schrieb:

„Ich würde nicht einmal dem Evangelium trauen, wenn mich die Autorität der Kirche nicht dazu bewegen würde.“

Augustinus’ Ekklesiologie kam zu dem Schluss, dass der Kirche Interpretationshoheit und Mittlercharakter zukommen müsse. Ausgeschlossen ist für ihn, dass der Mensch durch das glaubende Aufnehmen von Bibelworten allein als Individuum ohne die Organisation Kirche selig und gläubig werden kann. Eine normierende Instanz war nötig, die festlegt, welche der vielen möglichen Auslegungen die richtige ist. Lehren, die in Konzilen unter Hoheit der Kirche festgelegt wurden, nehmen daher den gleichen Stellenwert wie die Glaubenstradition und der Bibeltext ein und vertreten den Anspruch, die allein richtige Sicht des Glaubens wiederzugeben. Will man „recht“ glauben, müsse man den Lehren der Kirche glauben.
Mit diesem Ansatz wurde Jesus Christus als alleiniger Mittler zwischen Gott und dem einzelnen Menschen beibehalten, jedoch die Kirche als „Heilsorganisation“ als ebenso unverzichtbar für das persönliche Heil des Einzelnen danebengestellt.

### Dämonenlehre
Die Idee dämonischer Kräfte findet sich regelhaft im antiken Denken und der griechischen Mythologie, wo sie zunächst als übernatürliche Wesen und als Verursacher von Naturphänomenen, aber auch von Krankheiten und Unglücken galten. Augustinus befasste sich in seiner Schrift De civitate Dei mit dem Thema und verfasste zudem als einziger Kirchenvater ein eigenes Werk zur Dämonenlehre, nämlich die Schrift De divinatione daemonum. Dabei setzte er sich eingehend mit der Dämonenlehre der Philosophen des Mittelplatonismus auseinander – darunter insbesondere Apuleius und dessen Schrift „Über den Gott des Sokrates“ – und kritisierte sie aus seiner Perspektive.
Obwohl Augustinus dadurch eine deutliche Distanzierung von der „antiken Dämonologie“ sucht, zeigen sich doch gemeinsame Ausgangspunkte im Denken Augustinus und damit auch verschiedene Gemeinsamkeiten mit der spätantiken Dämonenvorstellung. So unterscheidet Augustinus etwa zwischen „guten“ und „bösen Engeln“, von denen erstere nahe bei Gott in den höheren Sphären leben, letztere aber von Gott entfernt und von den guten Engeln getrennt seien. Dieser Dualismus des Augustinus entsprach seiner Unterscheidung zwischen einem Staat Gottes (civitas Dei) und der Sphäre des irdischen Staates (civitas terrena). Mit seinen Werken wurde Augustinus zur wesentlichen Autorität der „christlichen Dämonologie“ für die folgenden Jahrhunderte.

## Augustinus und Ordensgemeinschaften

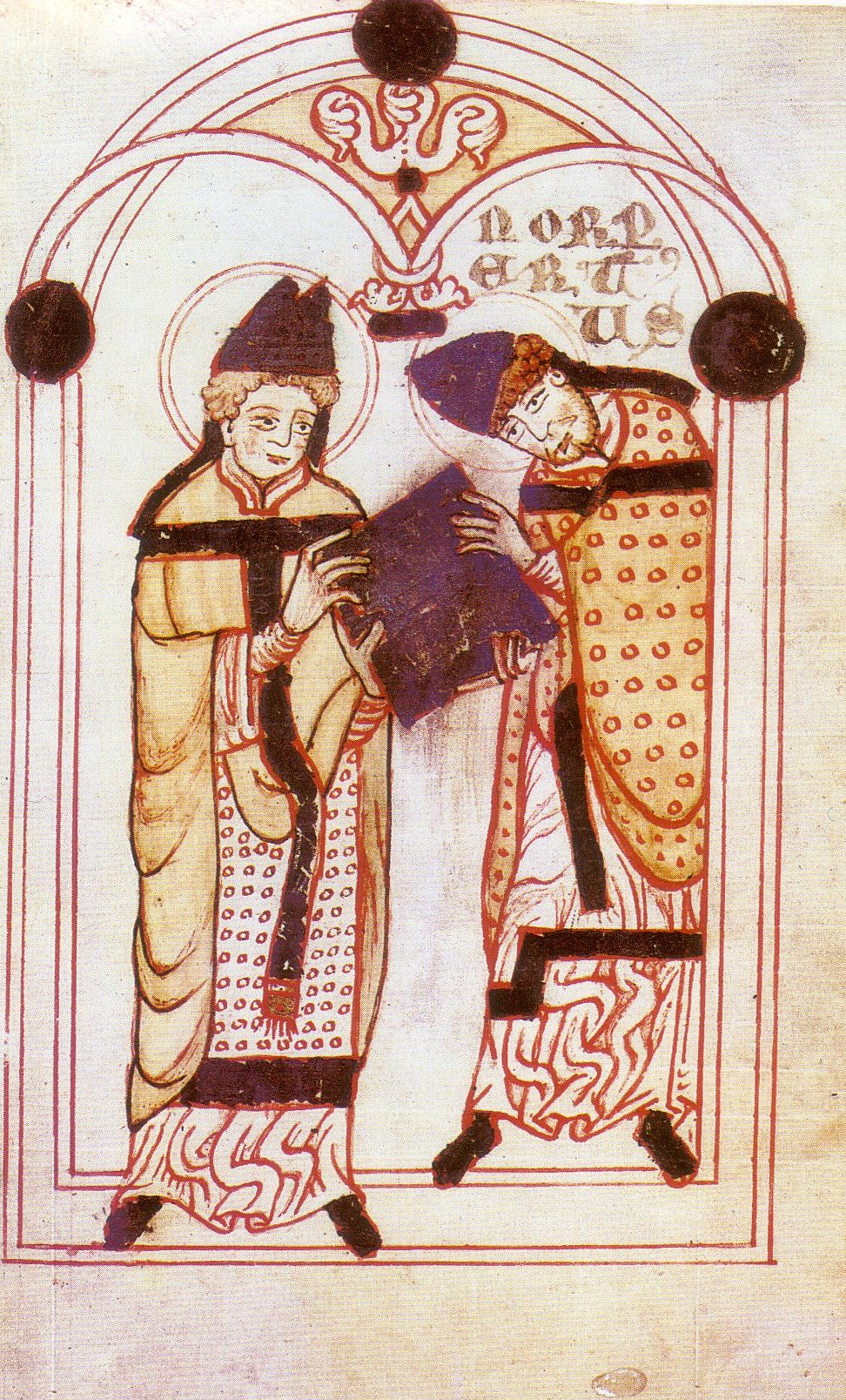
Augustinus überreicht dem heiligen Norbert von Xanten seine Regel, um 1140

Mit seiner Theologie und auch als Bischof war Augustinus maßgeblich an der inneren Reorganisation der Kirche beteiligt. So hat er eine Regel für Frauen und Männer aufgestellt, die bis heute, in einer überarbeiteten Version, von verschiedenen Orden als Augustinusregel verwendet wird.
Augustinus hat zudem eine Gruppe von Klerikern (Priester, Diakone etc.) um sich versammelt, die ein gemeinsames Leben führten und so zu den ersten Kanonikern wurden. Die Kanoniker des Augustinus waren, wie damals üblich, zum Enthaltsamkeitszölibat angehalten, was durch das gemeinsame Leben unterstützt wurde.
Nachdem im Frühmittelalter die Regel des Benedikt von Nursia weite Verbreitung gefunden hatte, und die augustinische Ordnung kaum bekannt war, wurden im Hochmittelalter, vor allem zur Zeit der Gregorianischen Reformen und des Investiturstreits, Ideen und Vorstellungen des Augustinus wieder verwendet. Diese beeinflussten nicht nur das Leben der Regularkanoniker (siehe auch Augustiner-Chorherren), sondern insbesondere auch Teile der in jener Zeit entstehenden Bettelorden (zum Beispiel Augustiner-Eremiten, Dominikaner, Mercedarier).

## Musiktheorie
Augustinus’ frühe Schrift De musica, deren Hauptteil (Buch I–V) er noch während seiner Tätigkeit als Rhetoriklehrer verfasste, ist ein herausragendes musiktheoretisches Werk über den Rhythmus. Es ist in Dialogform geschrieben und entwickelt eine originelle deduktive Rhythmustheorie in einer neu-pythagoreischen Methode. Seine Schrift geht weit über die Vorlagen der lateinischen Metriker hinaus und steht in der lateinischen Antike singulär da. Sie enthält unter anderem die früheste Theorie über Takt, Pausen und Synkopen.
Buch VI ist über Musiktheorie hinaus eine philosophische, ja religiöse Abhandlung. Möglicherweise ist der Grund hierfür, dass Augustinus dieses Buch als einziges im Jahr 408 bis 409 überarbeitet hat und zu diesem Zeitpunkt eine andere Grundhaltung gewonnen hatte. Er verbindet die Tonkunst mit theologischen Themen und behandelt unter anderem die vier Tugenden, die Überwindung der zeitlichen Dinge, die Hoffart als Hauptsünde, den Sinn des Leidens und der Sünde.

## Nachwirkungen
Die Wirkungsgeschichte von Augustinus wird insbesondere in der Geschichtswissenschaft und Philosophie unter dem Stichwort Augustinismus beschrieben.

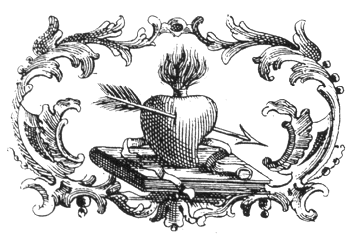
Ordenswappen des Augustinerordens (Venedig, 1777)

Augustinus wird in den Darstellungen als Bischof im Ornat, zusammen mit den anderen drei Kirchenvätern (Ambrosius von Mailand, Hieronymus und Gregor der Große) oder mit seiner Mutter Monika von Tagaste dargestellt. Als Attribute werden ein Buch mit einer Feder, welches die Gelehrsamkeit symbolisiert, und ein flammendes oder von Pfeilen durchbohrtes Herz, welches für das Sinnbild von feuriger Gottesliebe steht, hinzugefügt. Diese Attribute spiegeln sich ebenfalls im Wappen der Augustinerorden wider.
In den Westkirchen wird Augustinus als Heiliger verehrt. Auch für die evangelischen Kirchen, die das Gedenken an Heilige auf deren Vorbildfunktion beschränken, ist er von sehr großer Bedeutung, da die Rechtfertigungslehre der Reformation von der alleinseligmachenden Kraft der Gnade Gottes aus evangelischer Sicht auf den entsprechenden Lehren des Paulus von Tarsus, aber auch auf deren Weiterführung durch Augustinus aufbaut.
Der allgemeine Gedenktag in den evangelischen Kirchen (zum Beispiel EKD, ELCA und LCMS), der römisch-katholischen und den anglikanischen Kirchen ist der 28. August. In den orthodoxen Kirchen, wo er trotz der Ablehnung mancher seiner Lehren wegen seines Lebenswandels als Seliger Augustinus benannt ist, ist sein Gedenktag der 15. Juni. Weitere besondere katholische Gedenktage sind Augustinus’ Bekehrung am 5. Mai und die Überführung der Gebeine (des Augustinus) am 11. Oktober (in Brügge). Er gilt als der Vater und Schöpfer der theologischen und philosophischen Wissenschaft des christlichen Abendlandes und wird deshalb als Kirchenvater bezeichnet.

### Philosophie
In ihrem Buch Zwischen Vergangenheit und Zukunft sieht, die jüdische deutsch-US-amerikanische politische Theoretikerin und Publizistin, Hannah Arendt in Augustinus den einzigen Philosophen, den Rom je hatte. Sie ist der Ansicht, dass der Dreh- und Angelpunkt der augustinischen Philosophie, „Sedes animi est in memoria (Der Sitz des Geistes ist im Gedächtnis)“, es dem Christentum ermöglicht hat, „die Gründung Roms [...] in der Gründung der katholischen Kirche“ zu wiederholen, indem es auf einer anderen Ebene „die römische Dreieinigkeit von Religion, Autorität und Tradition“ wieder aufnahm. Sie war der Auffassung, dass sich die Berührung einer der Säulen dieser Dreieinigkeit automatisch auf die anderen beiden auswirkt. Martin Luther machte den Fehler zu glauben, man könne die Autorität antasten, ohne die beiden anderen Säulen zu überdenken. Der englischer Mathematiker, Staatstheoretiker und Philosoph, Thomas Hobbes tat das Gleiche, griff aber die Tradition an. Die Humanisten wiederum begingen den Fehler, „zu glauben, dass es möglich wäre, innerhalb einer unzerstörten Tradition der westlichen Zivilisation ohne Religion und Autorität zu bleiben“ Im Allgemeinen ist Hannah Arendt der Ansicht, dass Augustinus das christliche Denken aus seinem frühzeitlichen Anti-Politismus herausgeführt hat. In dieser Hinsicht ist für sie die Idee des Gottesstaates entscheidend, denn diese beinhaltet die Existenz eines Lebens in der Gemeinschaft und damit eine Art Politik im Jenseits.

### Musik

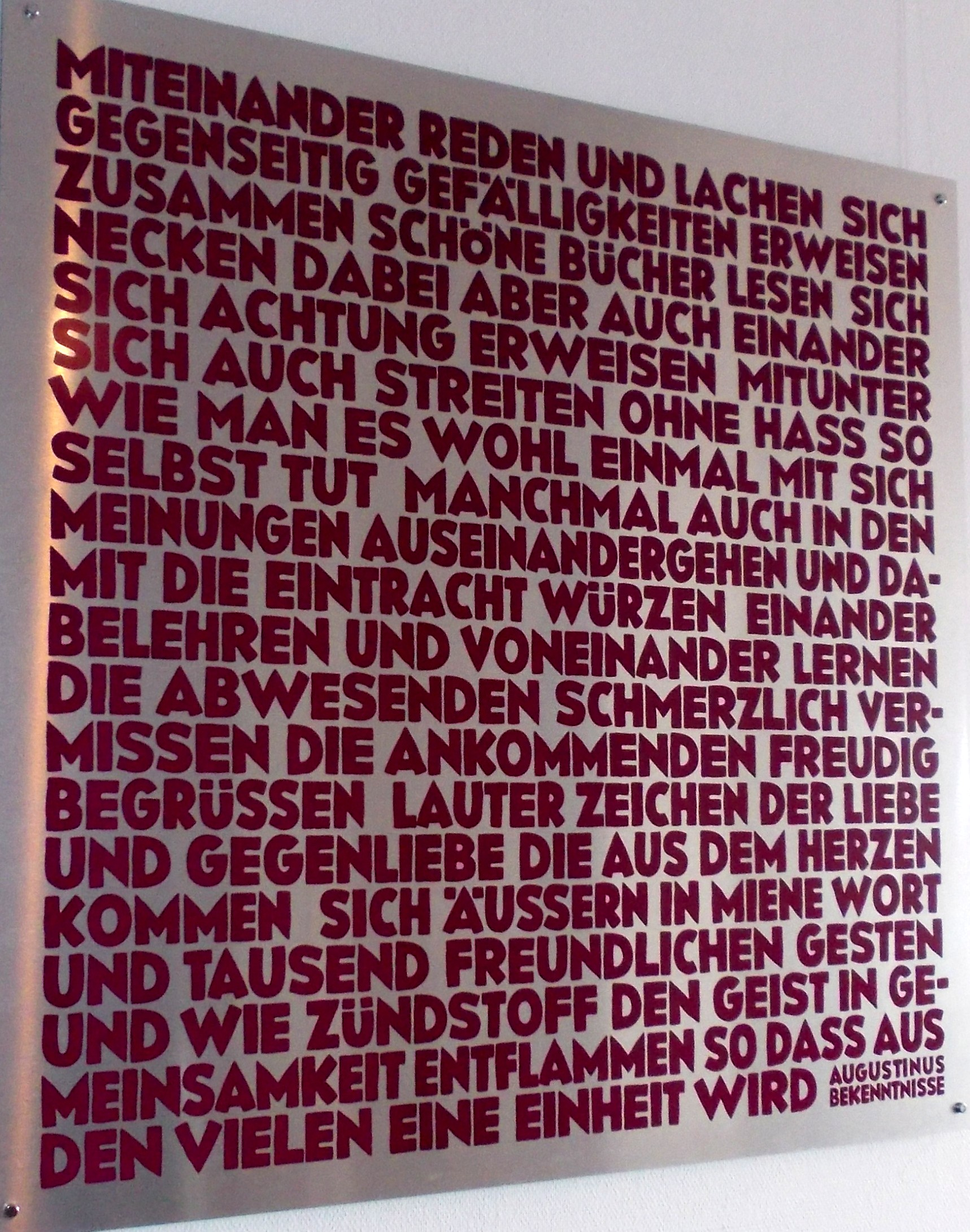
Text „Miteinander reden“ aus Augustinus’ Bekenntnissen (Schrifttafel im Augustinum Hamburg)

Der US-amerikanische Singer-Songwriter und Nobelpreisträger Bob Dylan schrieb und nahm ein Lied mit dem Titel „I Dreamed I Saw St. Augustine“ für sein 8. Studioalbum John Wesley Harding auf, das im Dezember 1967 erschien.
Der britische Popsänger Sting schrieb und nahm den Song „Saint Augustine in Hell“ auf, der auf seinem vierten Studioalbum Ten Summoner’s Tales erscheint, das im März 1993 erschien.
Folgende jüngere Musikwerke beziehen sich direkt auf Augustinus oder seine Texte:
- Ludger Stühlmeyer
 Atme in mir für Gesang-Solo und Orgel (2002). Text: Augustinus von Hippo. Uraufführung: 27. April 2002 Stiftsbibliothek St. Gallen, im Rahmen der Veranstaltung: Augustinus, Afrikanitaet Universalitaet. Autograph Stiftsbibliothek St. Gallen.[85]
- Nikolaus Brass
 Musik für Augustinus für gemischten Chor und 2 Schlagzeuge (2004/5). Texte: 1. Brief des Paulus an die Korinther (Kap. 1, V. 22–25, 26–31); Augustinus von Hippo (Gebet). Uraufführung: 15. Juli 2005 Augustinuskirche Schwäbisch Gmünd, im Rahmen des Festivals Europäischer Kirchenmusik.
- Wilfried Hiller
 Augustinus – Ein klingendes Mosaik – Kirchenoper über den heiligen Augustinus, Text: Winfried Böhm. Uraufführung: 19. März 2005, Lukaskirche, München.
- Siegfried Fietz
 Augustinus – Album mit 13 Liedern, basierend auf Zitaten des heiligen Augustinus, Texte: Augustinus von Hippo und Marco Kunz, Abakus Musik, 2017.

Stühlmeyer folgt in seiner Vertonung des Augustinustextes dem Duktus psalmodischer Modelle, dem synthetischen Parallelismus des Textes entsprechend und verarbeitet dabei zugleich die Zahlenkombinationen des Goldenen Schnittes. Brass nutzt die Fokussierung Augustinus auf die Paulusbriefe und deren Rolle im Bekehrungsprozess, um diese zur Grundlage seiner Komposition zu machen. Hillers Kirchenoper setzt die Auseinandersetzung Augustinus mit Christentum, Paganismus, Manichäismus und den diversen philosophischen Schulen der Antike in seiner als klingendes Mosaik bezeichneten Oper um. Fietz schließlich vertont Gedichte des Lyrikers Marco Kunz, die sämtlich auf Zitaten des Kirchenlehrers beruhen, in der Tradition des Neuen Geistlichen Liedes.

## Kritik
Gegner von Augustinus und seiner Lehre waren Pelagius und Julianus von Eclanum; sie unterlagen ihm jedoch. So blieb bis zur Reformationszeit seine Lehre in der Kirche weitgehend unumstritten. Erst der aufkommende Individualismus, Subjektivismus und Biblizismus der Reformationszeit und die nachfolgende evangelische Theologie nahmen Anstoß an verschiedenen Aussagen (Erbsündenlehre, Fegefeuerlehre und anderen). In der Folge vertraten einige Theologen und Historiker wie Alfred Adam und Wilhelm Windelband die Ansicht, dass Augustinus bei der Entwicklung seiner Lehren stark vom Manichäismus und Neuplatonismus beeinflusst war und viele seiner Ideen biblisch nicht haltbar seien. Sie führen Lehren wie den starken Dualismus an, der auch im Manichäismus vorherrscht, die Fegefeuerlehre, die Höllenlehre, die Erbsündenlehre, die Lehre der doppelten Prädestination und die Körper- und Sexualfeindlichkeit. Insgesamt habe Augustinus nach Ansicht dieser Kritiker die Überzeugungen des Urchristentums fast bis zur Unkenntlichkeit deformiert.
Der Theologe David Edwards bezweifelt, dass Augustinus dem Gottesbild Jesu Christi gerecht werde, da seine (im Alter zunehmend negative) Einschätzung der überwiegenden Zahl der Menschen als „massa damnata“ nicht erkläre, wie dann der Erlöser, der doch einen von Mitleid erfüllten Vater-Gott repräsentiere, „Freund der Sünder“ genannt werden könne.
In seinem 2003 publizierten Buch deutet der Psychoanalytiker Tilmann Moser die Jugenderinnerungen in den „Bekenntnissen“ als Ausdruck eines neurotischen Schuldgefühls und einer damit zusammenhängenden Verschmelzungssehnsucht mit Gott, die bis heute bei unzähligen Gläubigen belastend fortwirkten.

## Werke

### Autobiographische Schriften
- Confessiones (dt. Bekenntnisse) – Autobiographische Schrift mit theologischen und philosophischen Betrachtungen
- Retractationes (dt. Überarbeitungen) – enthält nachträgliche Korrekturen und Anmerkungen zu seinen früheren Schriften

### Philosophische Schriften
- De musica (dt. Über die Musik)
- De Ordine (dt. Über die Ordnung)
- De civitate Dei contra Paganos (dt. Vom Gottesstaat)
- De Trinitate (dt. Über die Dreifaltigkeit) – fünfzehnbändiges Hauptwerk
- De beata vita (dt. Über das Glück) – Über den Zusammenhang zwischen Glück und Gottesbegegnung
- De magistro (dt. Über den Lehrer) – Zur Bedeutung der Sprache
- De vera religione (dt. Über die wahre Religion) – Zur Bedeutung der christlichen Religion
- Soliloquia (dt. Selbstgespräche) – Zur rationalen Selbsterkenntnis
- De immortalitate animae (dt. Über die Unsterblichkeit der Seele)
- De quantitate animae (dt. Über die Größe der Seele)
- De doctrina christiana (dt. Über die christliche Bildung)
- De libero arbitrio (dt. Über den freien Wille) – erläutert die Willensfreiheit
- De bono coniugali – (401; dt. Über das Gut der Ehe)

### Theologisch bedeutende Texte
Der Legende nach sollen Augustinus und Ambrosius von Mailand gemeinsam das Te Deum getextet und komponiert haben. Als Augustinus als Erwachsener das Sakrament der Taufe empfing, soll Ambrosius diesen Hymnus angestimmt haben. Augustinus soll versweise darauf geantwortet haben.
- De Genesi aduersus Manicheos 389[87]